# Histoire de l'Anatolie

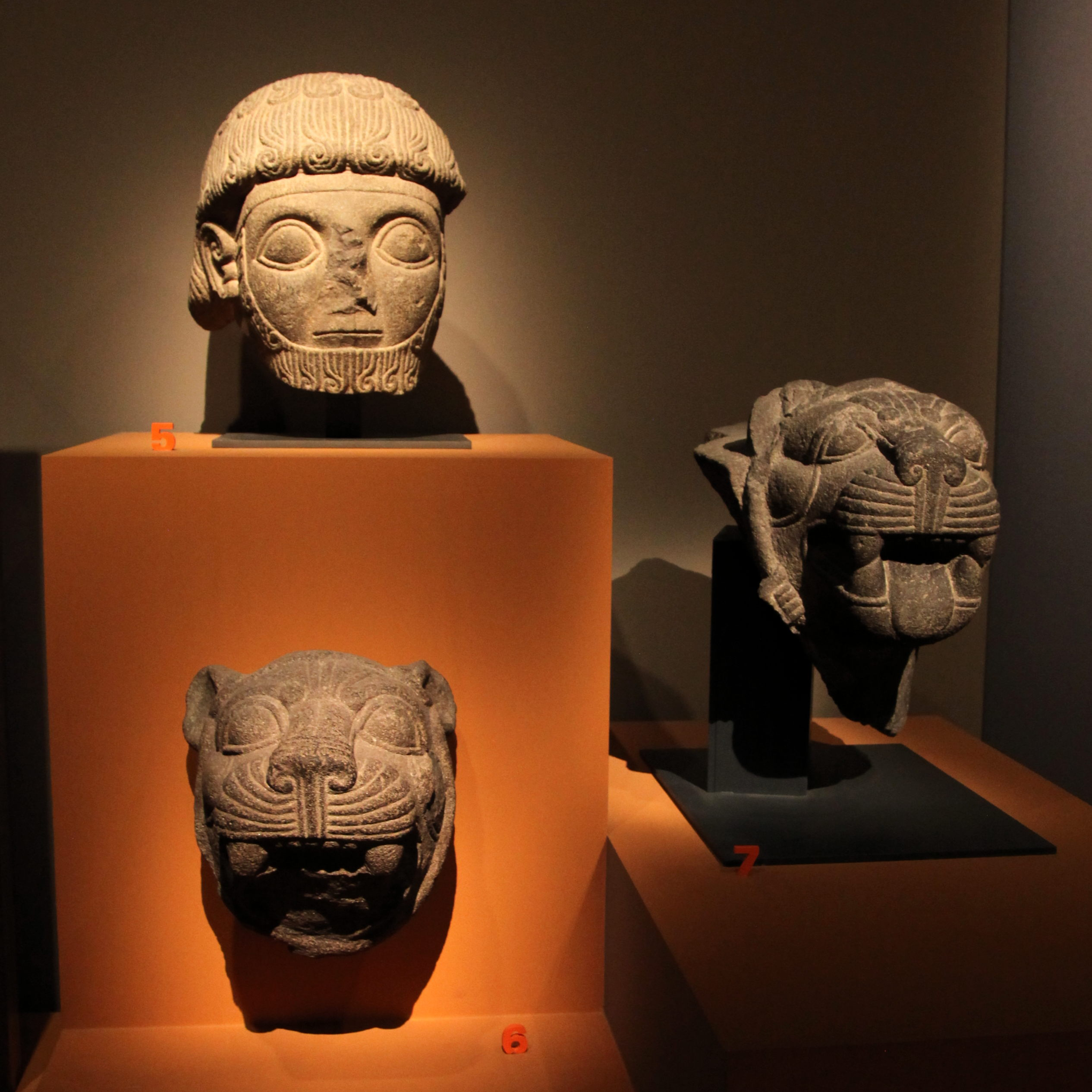
Karkemish, fragments de la statue du roi Katuwa, v. -925.

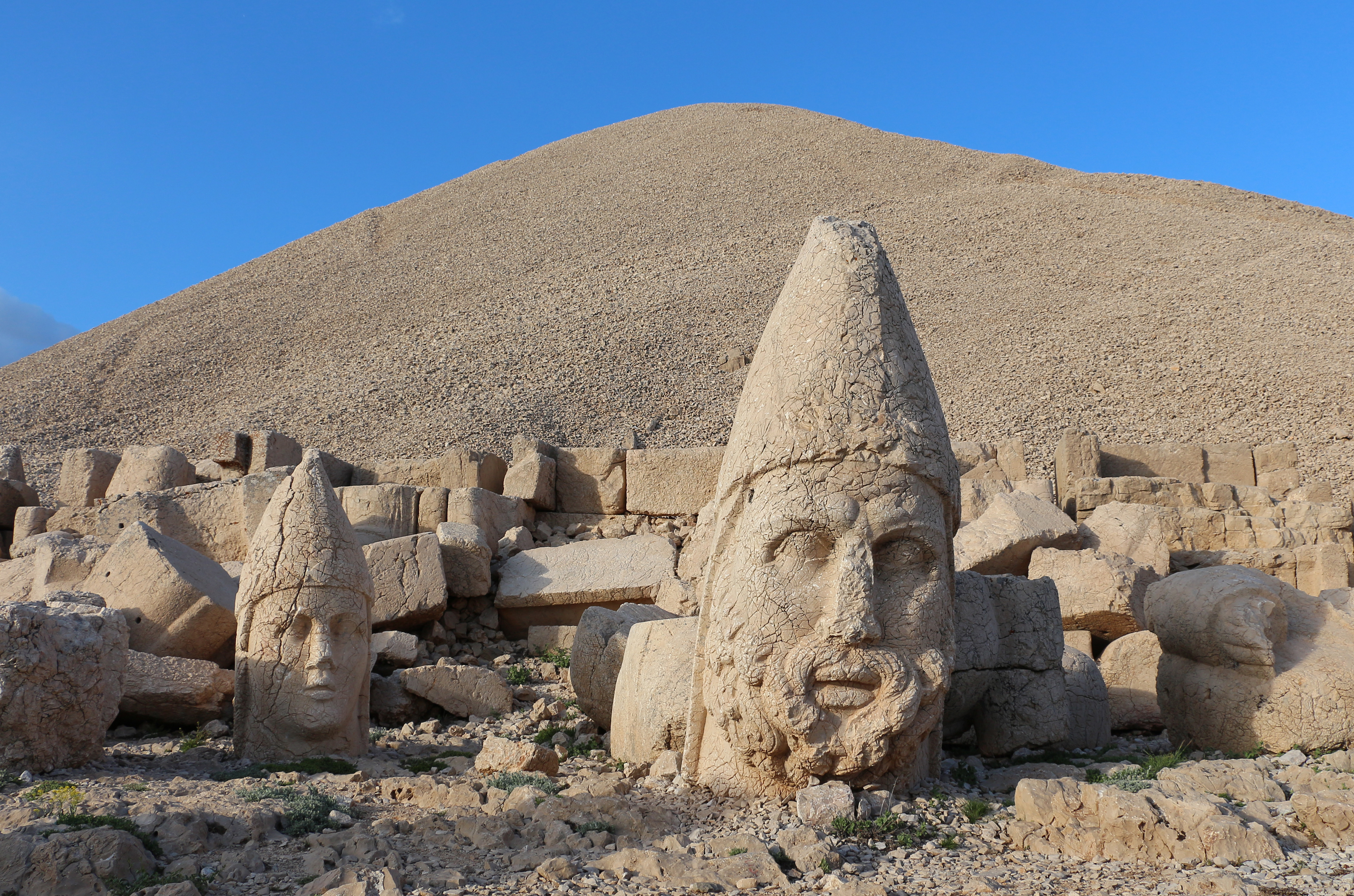
Sanctuaire des rois de Commagène sur le Nemrut Dağı, v. -50.

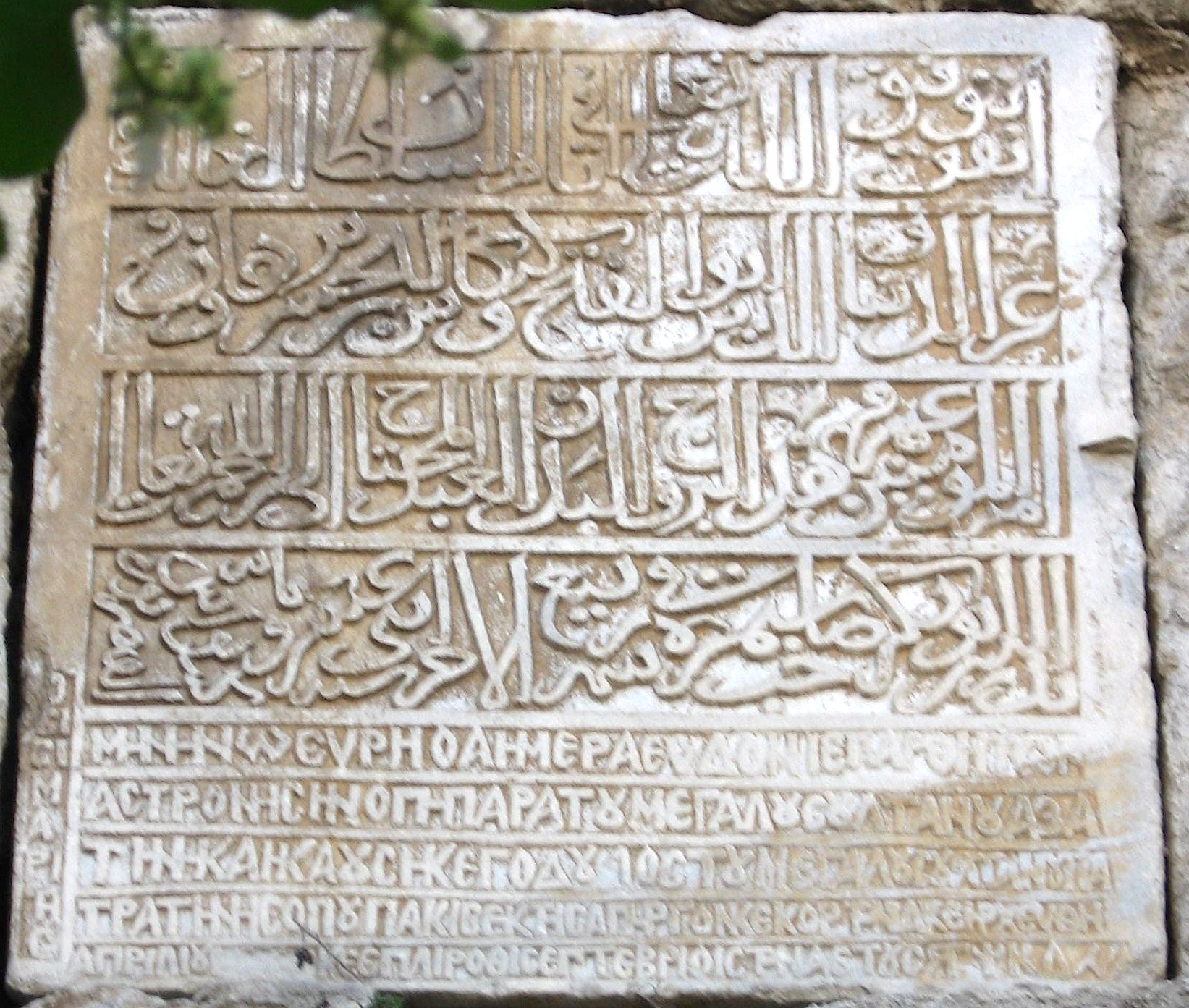
Inscription bilingue de Kay Kâwus Ier à Sinope, v. 1211-1220.

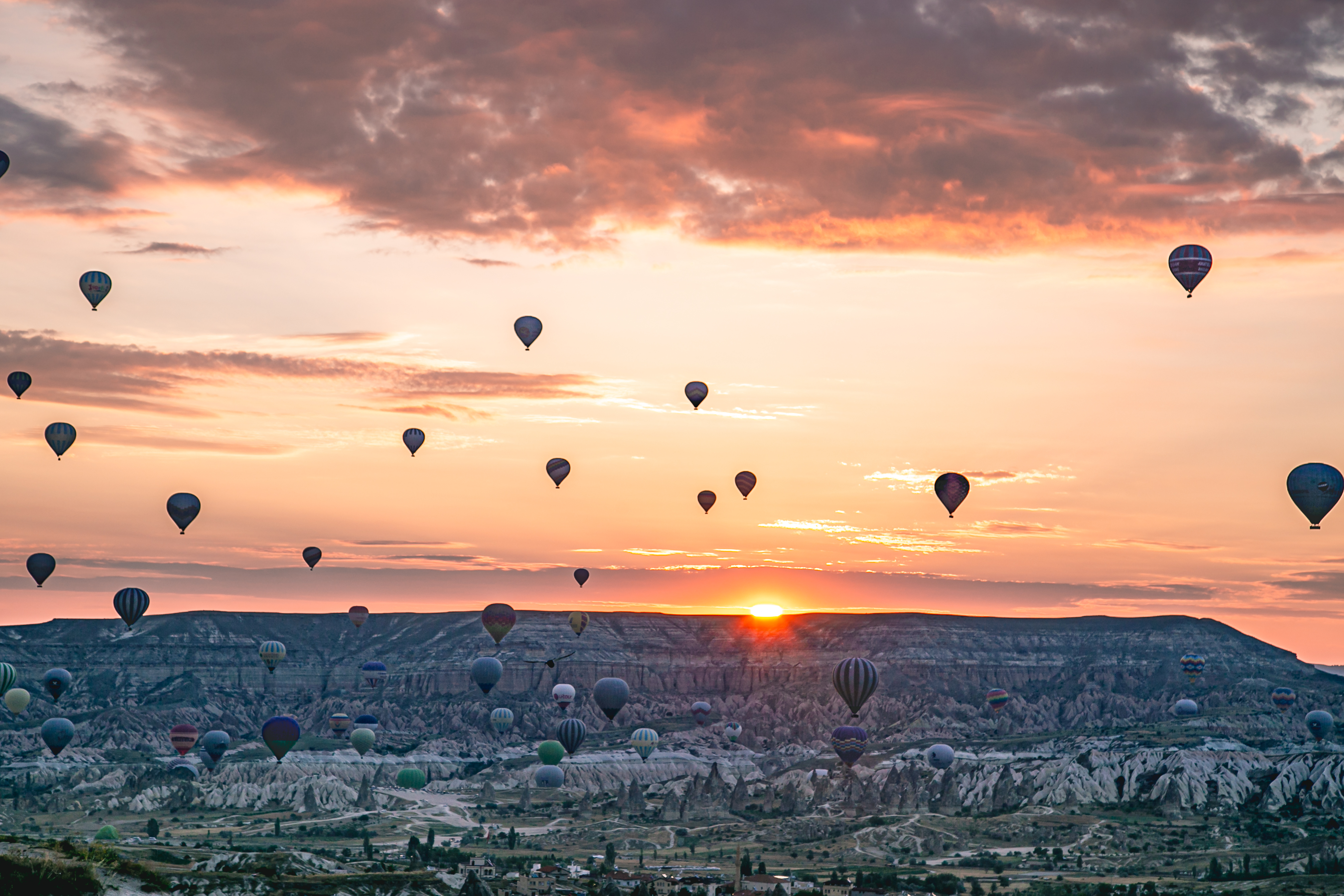
Cappadoce.

L’histoire de l'Anatolie englobe le passé de toute la région désignée sous le nom d’Anatolie, aussi connue sous le nom d’Asie Mineure (d’origine latine) et considérée comme l’extension la plus occidentale de l’Asie de l'Ouest. Géographiquement, elle comprend la plus grande partie de la Turquie moderne, depuis la mer Égée jusqu’aux montagnes de la frontière arménienne à l'est et de la mer Noire au nord jusqu’aux monts Taurus au sud.

## Généralités, géographie historique

Localisation des principaux sites et régions de l'Anatolie à l'époque hittite.

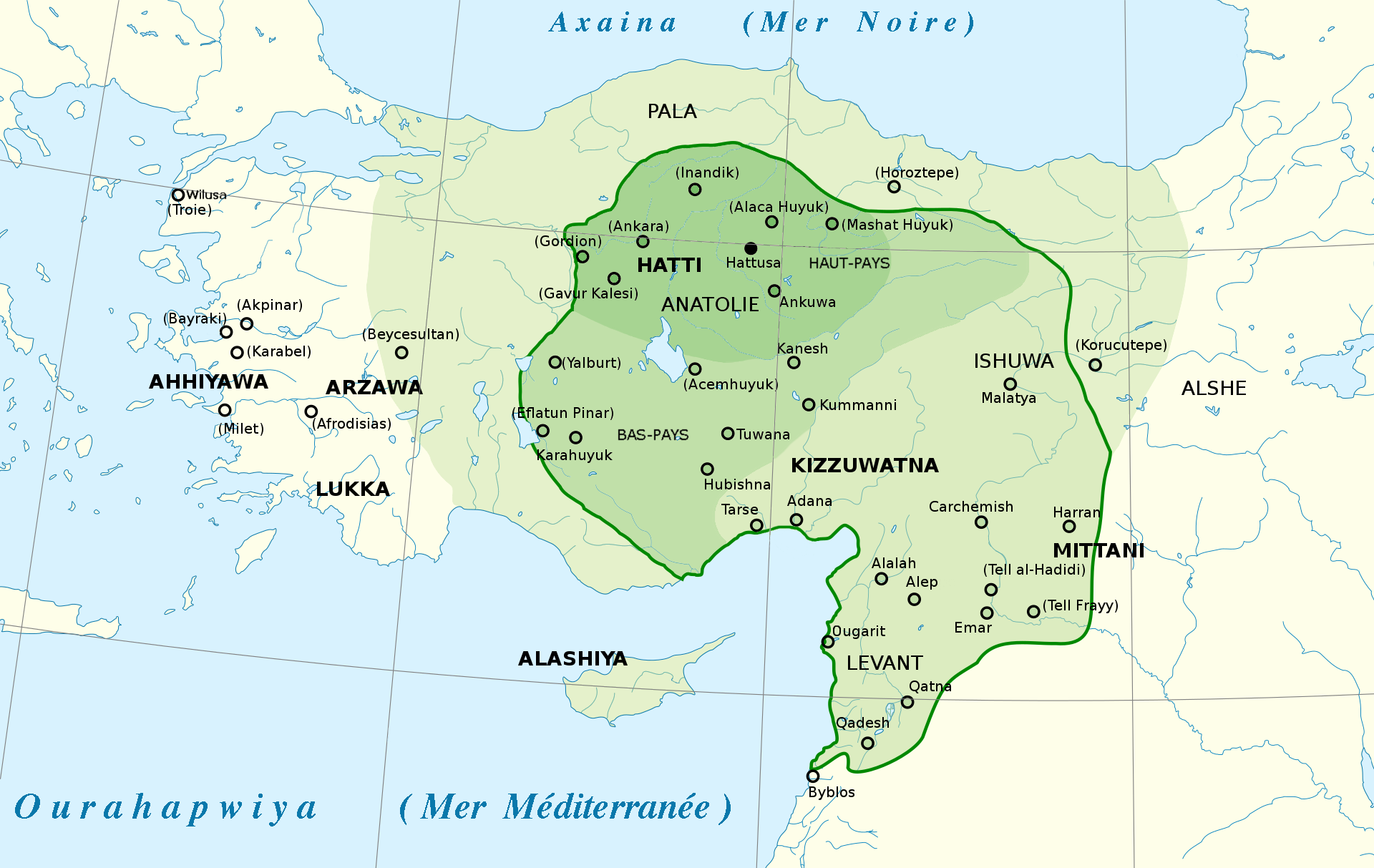
Expansion maximale hittite (vers -1350).

Asie Mineure à l'époque hittite.

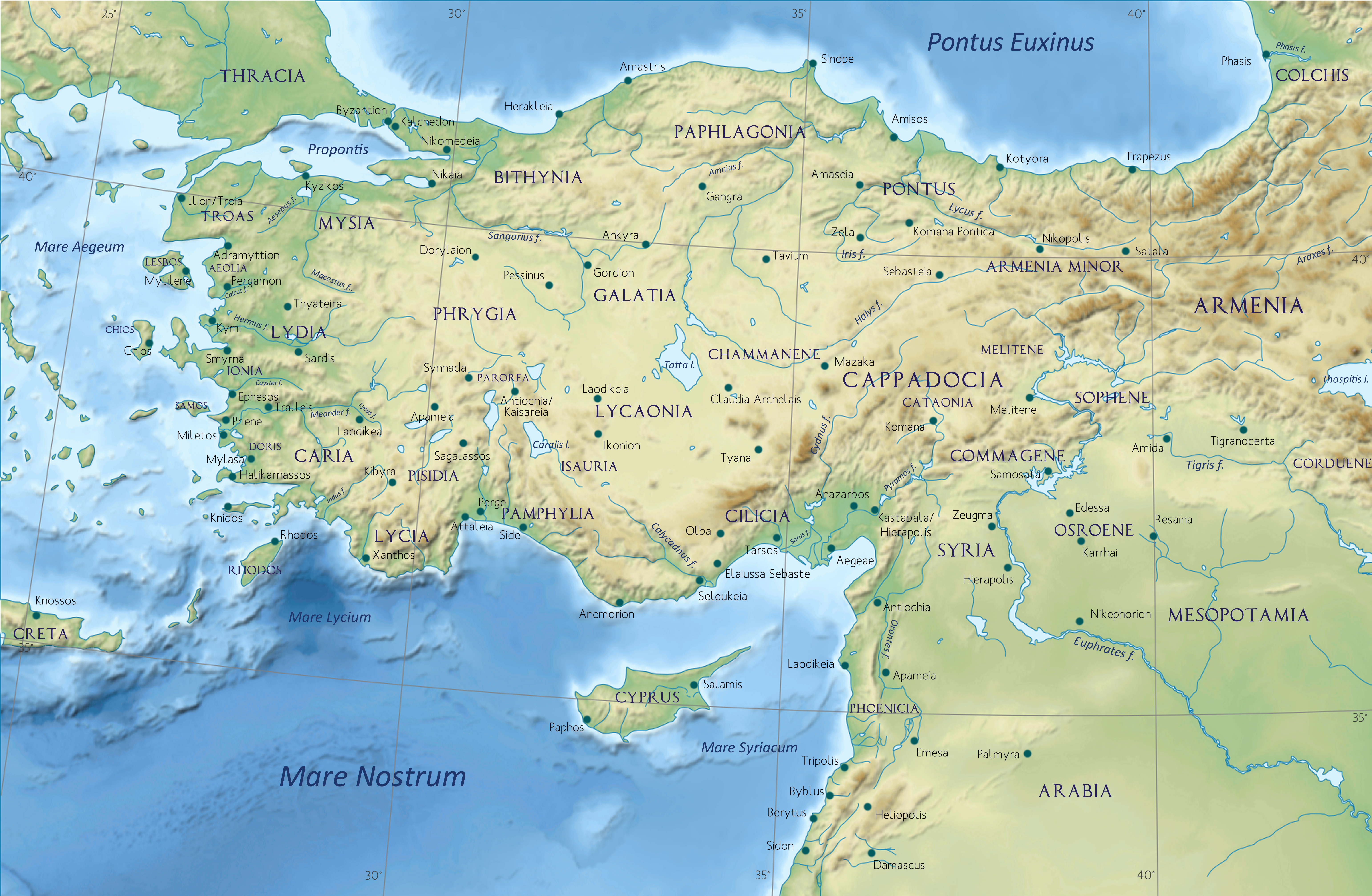
Régions et principales cités de l'Anatolie dans l'Antiquité classique.

Les plus anciennes traces de cultures en Anatolie se trouvent sur plusieurs sites archéologiques situés dans la partie centrale et orientale de la région, et remontent à l'aube du néolithique. Bien que les origines de certains peuples parmi les plus anciens soient entourées de mystère, les vestiges des cultures hattie, akkadienne, assyrienne, et hittite nous fournissent de nombreuses informations sur la vie quotidienne des habitants et sur leurs relations commerciales. Après la chute des Hittites, les nouveaux États de Phrygie et de Lydie se sont solidement installés sur la côte ouest au moment où la civilisation de la Grèce antique commençait à prospérer. Seule la menace des empires iraniens les a empêchés de se développer davantage au temps de leur apogée.
Au moment de l’expansion de la Perse, le système de gouvernement local en Anatolie a permis à de nombreuses villes portuaires de s’étendre et de prospérer. Leurs gouverneurs se révoltaient de temps à autre, mais cela ne constituait pas une menace sérieuse jusqu’à ce qu’Alexandre le Grand mette fin à la domination perse à la suite de plusieurs victoires successives remportées sur son ennemi, le roi perse Darius III. Après sa mort, ses conquêtes ont été disputées entre ses généraux, la région étant divisée entre plusieurs États hellénistiques (dont l'Empire séleucide, Pergame, le royaume du Pont et l’Égypte) et subissant des invasions gauloises. La région est ensuite progressivement passée sous domination romaine à partir du IIe siècle avant notre ère.
Ainsi se sont progressivement mis en place des peuples de diverses origines, des royaumes, des confédérations et des régions qui ont formé, durant l’Antiquité, la trame de la géographie historique de l’Anatolie : Arménie, Bithynie, Cappadoce, Carie, Cilicie, Commagène, Doride, Éolide, Galatie, Ionie, Isaurie, Lycaonie, Lycie, Lydie, Mysie, Pamphylie, Paphlagonie, Phrygie, Pisidie, Pont et Troade, auxquels ont succédé les provinces romaines, les thèmes byzantins (mis en place par l’empereur Héraclius), puis les émirats turcs (réunis par l'Empire ottoman).
Comme l’Empire perse avec ses satrapies avant lui, l’Empire romain avec ses États-clients et ensuite ses provinces, a permis aux aristocraties locales d’exercer leurs pouvoirs sous protection militaire impériale, mais avec une assez grande autonomie. Les cultures locales, d’origines diverses mais reliées par l’origine indo-européenne de la plupart des langues qui y étaient parlées, puis par l’hellénisme et plus tard par le christianisme, ont pu se développer tant sous la domination perse, que pendant la période hellénistique et ensuite durant la longue période romano-byzantine. L’empereur Constantin le Grand établit à Constantinople une nouvelle capitale pour l’Empire romain, qui devient l’empire d'Orient ou « Empire byzantin » après son partage.
Situé à l’extrémité occidentale de la route de la soie et des routes maritimes de l’encens, des épices et des pierres précieuses venant d’Asie, cet empire perdura après la chute de celui d’Occident en raison de sa grande prospérité et de l’habileté de ses dirigeants, mais c’est précisément sa richesse qui attira les convoitises des Perses, des Arabes, des Bulgares, des Russes, des Normands, des Croisés, des Vénitiens, des Génois et des Turcs qui finirent par épuiser l’empire, le morceler et le réduire à sa seule capitale Constantinople, au bout de près d’un millénaire de combats terrestres et maritimes. Ce sont les armées Seldjoukides, Danichmendides et Houlagides qui les premières s’emparèrent en 1071 de l’Anatolie centrale, ultérieurement partagée entre plusieurs émirats turcs, mais c’est l’empire turc le plus puissant : celui des Ottomans, qui porta le coup de grâce à l’Empire byzantin, quand le sultan Mehmed II prit Constantinople en 1453.
Par son système des milliyets, l’Empire ottoman permit aux populations, cultures et religions antérieures de se maintenir en Anatolie longtemps après 1453, et mit les anciennes sources de richesse de l’Empire byzantin, dont il avait hérité, à profit pour agrandir son territoire. L'Empire ottoman devint alors le plus puissant des États musulmans, allant des portes de Vienne en Autriche jusqu’au Yémen et au golfe persique, des steppes ukrainiennes jusqu’au Soudan africain, et des frontières du Maroc jusqu’à celles de l’Iran ; ce fut aussi le seul État musulman à avoir pour vassaux des États chrétiens : les principautés danubiennes et celles du Caucase géorgien, situées dans le Dar el Ahd : « maison de la trêve » (en arabe : دار العهد). Si Constantinople était la capitale de cet immense empire, l’Anatolie en était le centre et le carrefour.
Après une période de décadence, l’Empire ottoman fut dépecé à la suite de sa défaite à l’issue de la Première Guerre mondiale, mais la guerre d'indépendance turque permit à Mustafa Kemal Atatürk d’ériger en Anatolie la nouvelle République de Turquie, en battant les Grecs, en abolissant définitivement le sultanat ottoman en 1922, et en faisant reconnaître ses acquis en 1923. Ce n’est qu’à cette date, 470 ans après la prise de Constantinople et 852 ans après l’arrivée des Turcs en Anatolie, que le système des milliyets fut aboli et que furent expulsés les derniers représentants des populations antérieures aux Turcs. Depuis lors, la Turquie est devenue un État moderne qui n’a plus connu de guerre sur le territoire anatolien.

## Paléolithique, Épipaléolithique, Néolithique
En raison de son emplacement au carrefour de l'Asie et de l’Europe, l’Anatolie a été le centre de plusieurs civilisations dès les temps préhistoriques.
Le Néolithique émerge dans les populations de chasseurs-cueilleurs locales de l'Anatolie centrale sans que l'on puisse démontrer une influence externe. Le Néolithique en Anatolie s'étend entre 9500 et 6000 av. J.-C. Malgré l’absence de frontières géographiques majeures entre l’Anatolie centrale et l’Anatolie occidentale, il n’y a cependant pas eu de développement néolithique visible en Anatolie occidentale entre 9000 et 7000 av. J.-C., à l’exception de quelques preuves de contacts interrégionaux modestes attestés par des outils en pierre Les résultats de paléogénétique indiquent que la néolithisation de l'Anatolie occidentale au VIIe millénaire avant notre ère a été un processus à multiples facettes, caractérisé par l'assimilation des pratiques néolithiques par des groupes autochtones et l'afflux de populations venues de l'est, leurs descendants mélangés finissant par poser les fondations de l'Europe du Sud-Est néolithique.
Présent en Anatolie centrale vers 8300 av. J.-C., le Néolithique se diffuse vers l'Ouest atteignant les côtes égéennes et le Nord-Ouest de l'Anatolie avant 6600 av. J.-C., puis de manière quasi-synchrone continue vers l'Europe. Les études suggèrent que ces populations constituées de chasseurs-cueilleurs ont adopté des pratiques d'agriculture et d'élevage à côté de pratiques traditionnelles de chasse et de cueillette. Les premiers Anatoliens du Néolithique central appartenaient au même pool génétique que les premiers migrants néolithiques se propageant en Europe.
Environ 6 500 ans av. J.-C., les populations d'Anatolie et du Caucase du Sud commencent à se mélanger génétiquement, résultant en un mélange distinct qui s'est progressivement propagé dans toute la région, du centre de l'Anatolie au sud du Caucase et aux montagnes de Zagros dans le nord de l'Iran d'aujourd'hui,.
Parmi les sites néolithiques on peut citer Aşıklı Höyük, Çatal Höyük, Çayönü, Körtik Tepe, Nevalı Çori, Hacılar, Göbekli Tepe et Mersin. L'occupation du site mythique de Troie, situé à l'ouest de l'Anatolie, débute aussi pendant le Néolithique.

## Âge du bronze

### Premier âge du bronze
À cette époque, la métallurgie du bronze s’est propagée à l'Anatolie en provenance de la culture kouro-araxe transcaucasienne à la fin du IVe millénaire av. J.-C. L’Anatolie est restée au stade préhistorique jusqu'à son entrée dans la sphère d'influence de l'empire d'Akkad au XXIVe siècle av. J.-C. sous Sargon Ier. Les intérêts d'Akkad dans la région, dans la mesure où on peut les connaître, étaient liés à l'exportation de matériaux divers destinés à l’artisanat local.

### Âge du bronze moyen
L’Assyrie entretint un réseau commercial actif en Anatolie, attesté par les tablettes retrouvées à Kültepe.
Les premiers royaumes antiques d'Anatolie commencèrent à émerger pendant cette période. L’Ancien Empire hittite apparut à la fin de l'âge du bronze moyen, par la conquête d’Hattusa sous Hattushili Ier (XVIIe siècle av. J.-C.).
L’âge du bronze moyen anatolien influença la culture minoenne de Crète, comme en témoignent les fouilles archéologiques de Cnossos.

### Âge du bronze tardif

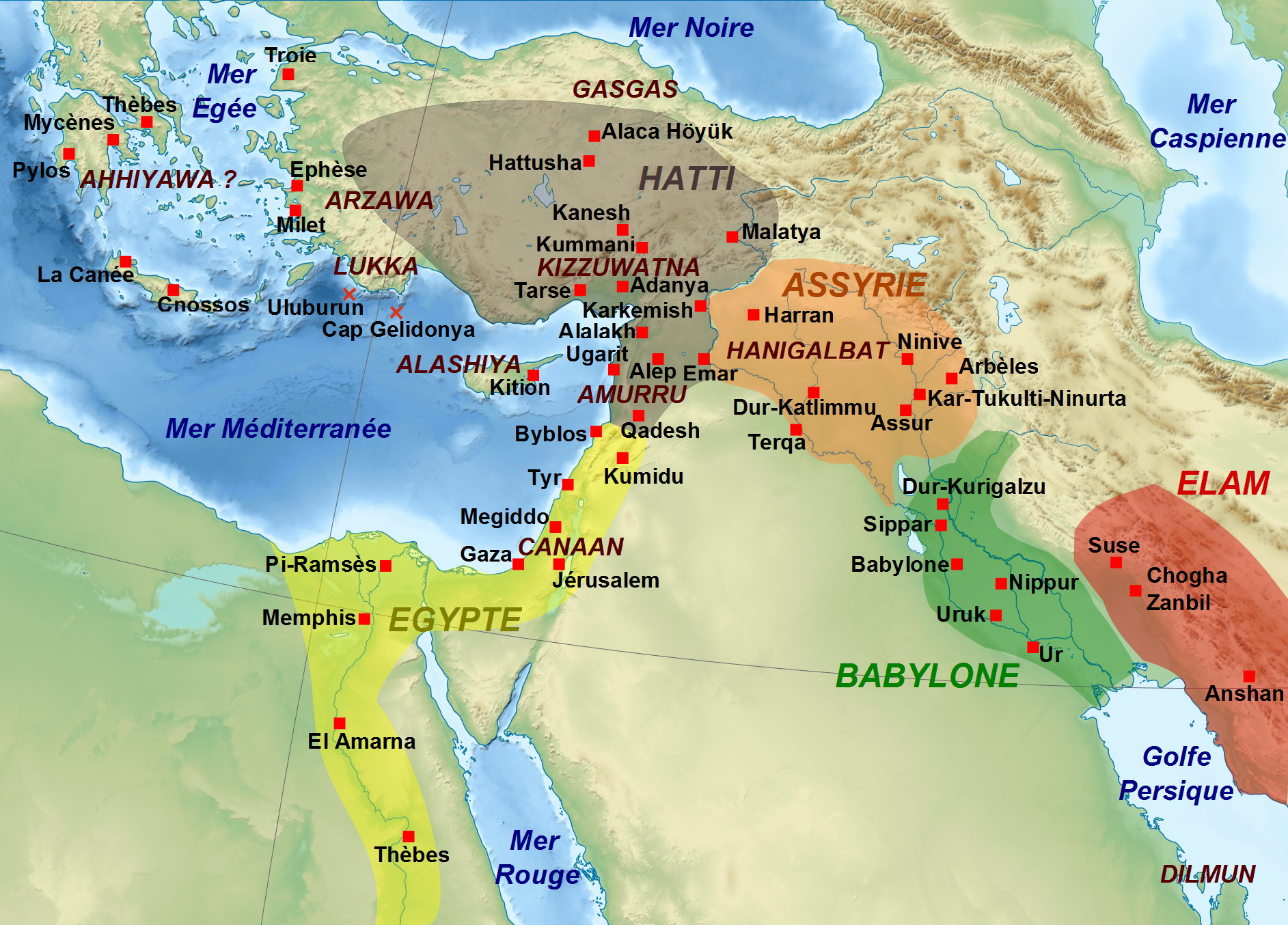
Situation politique du Moyen-Orient aux

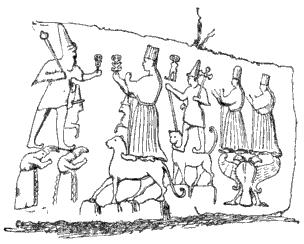
Dessin d'une des premières gravures avec une écriture cunéiforme représentant un cortège hittite à Boğazkale.

L'Empire hittite atteignit son apogée au XIVe siècle av. J.-C., époque où il englobait l'Anatolie centrale, le nord-ouest de la Syrie jusqu’à Ougarit, et la haute Mésopotamie. Le royaume de Kizzuwatna, dans le sud de l'Anatolie, dominait la région séparant le Hatti de la Syrie et contrôlait les routes commerciales. La paix fut longtemps maintenue entre les deux empires par des traités établissant les limites de leurs zones d’influence. C'est sous le règne du roi hittite Suppiluliuma Ier que Kizzuwatna fut conquis en totalité, bien que les Hittites aient préservé la culture urbaine de ce royaume à Kummanni (en) (probablement Comana de Cappadoce sur le site actuel de Şar en Turquie) et Lazawantiya, au nord de la Cilicie.
À la suite de la grande crise survenue au Levant à partir des années 1180 av. J.-C., associée à l'invasion des peuples de la mer, l'empire se disloqua en plusieurs cités-États « néo-hittites » indépendantes, dont certaines survécurent jusqu'au VIIIe siècle av. J.-C. L'histoire de la civilisation hittite est surtout connue à partir des textes écrits en cunéiforme découverts dans les territoires de leur empire, et de la correspondance diplomatique et commerciale retrouvée dans différentes archives en Égypte et au Moyen-Orient.

## Premier âge du fer

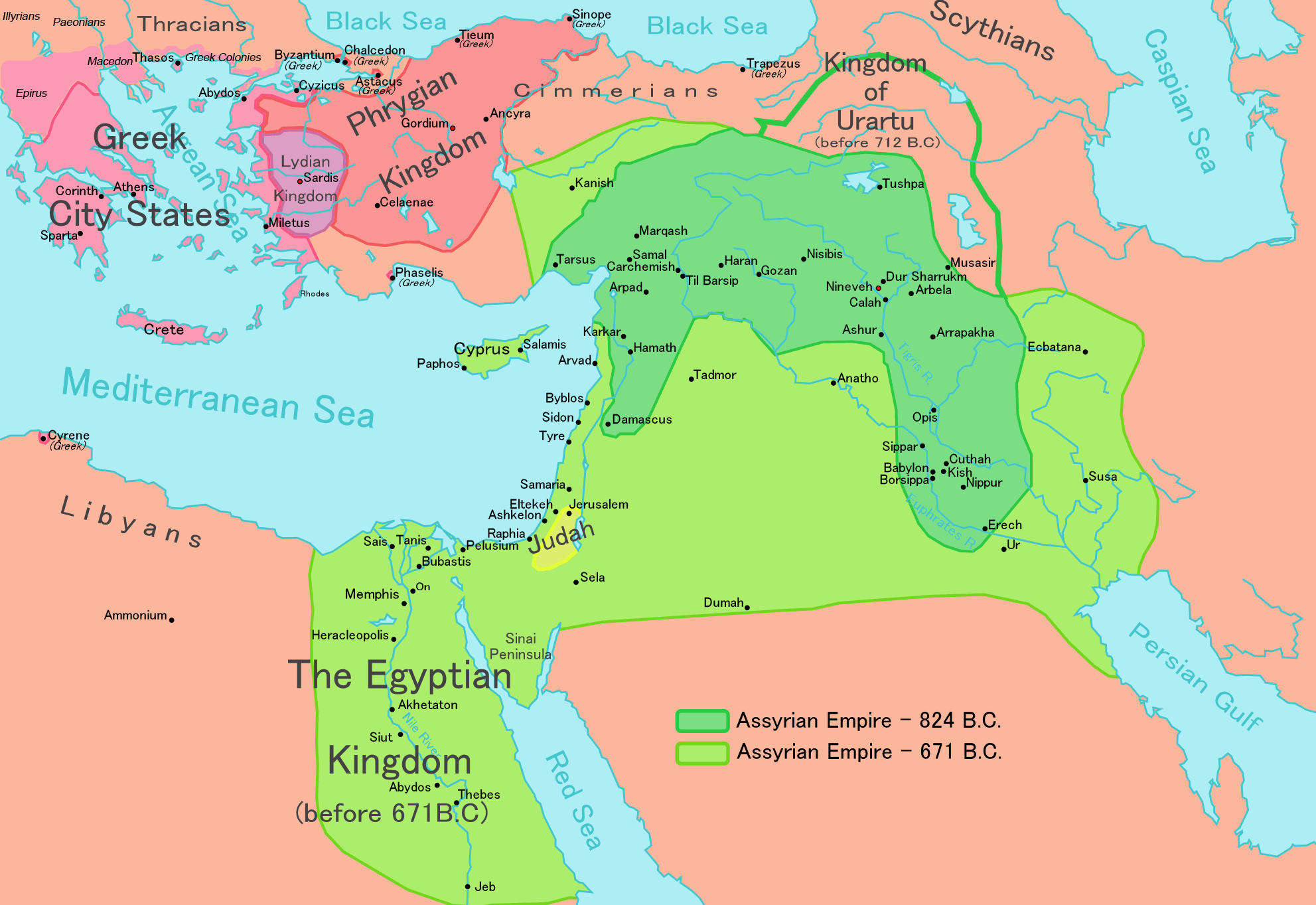
Phrygie, à l’apogée de sa puissance, et Assyrie, aux

Après la dislocation de l'Empire hittite au cours du XIIe siècle av. J.-C., les royaumes anatoliens traversèrent une nouvelle phase de morcellement. Le royaume phrygien apparut vers cette époque et se maintint de manière indépendante jusqu'au VIIe siècle av. J.-C. Les Phrygiens, peut-être originaires de Thrace, établirent leur capitale à Gordion (actuellement Yazılıkaya). Connus sous le nom de Mushki par les Assyriens, les Phrygiens possédaient un système de gouvernement non centralisé et entretenaient un vaste réseau de routes. Ils conservèrent, en les adaptant au fil du temps, de nombreux éléments de la culture hittite.
À partir du milieu du XIe siècle av. J.-C., des colons grecs s'installent sur la côte occidentale de d'Anatolie. Ils fondent de nouvelles cités, formant par la même occasion de nouvelles régions hellénophones: l'Ionie, l'Éolide et la Doride.
Midas, présenté sous un jour mythique par les auteurs grecs et romains de l’Antiquité, fut le dernier roi du royaume phrygien. La légende du roi Midas lui attribue le pouvoir, conféré par Dionysos, de transformer les objets en or par simple contact, ainsi qu'une mauvaise rencontre avec Apollon à la suite de laquelle ses oreilles se transformèrent en oreilles d'âne. Les rares données historiques montrent que Midas, identifié par la plupart des historiens au roi Mita de Mushki mentionné dans les textes assyriens, a vécu entre 740 et 696 av. J.-C. et gouverné la Phrygie à son apogée. Les Assyriens considéraient Mita comme un ennemi dangereux, suffisamment pour que leur roi Sargon II soit très heureux de négocier avec lui un traité de paix en 709 av. J.-C.. Cet accord ne put empêcher la progression des Cimmériens, cavaliers venus du nord de la mer Noire qui ravagèrent la Phrygie et l'Asie Mineure, conduisant au suicide le roi Midas en 696 av. J.-C.. Mita épousa également une princesse grecque, appelée Hermodiké, fille d'Agamemnon, roi de Cymé, une cité grecque d'Éolide, à la fin du VIIIe siècle av. J.-C.

## Antiquité classique

### Maeonie et royaume de Lydie

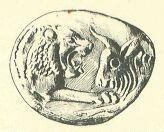
Pièce en Électrum datant du règne de Crésus, représentant un lion et un taureau. La Lydie a été la première civilisation connue à utiliser la pièce de monnaie.

La Lydie, ou Maeonie comme on l'appelait jusqu’en 687 av. J.-C., a joué un rôle important dans l'histoire de l'Anatolie occidentale, depuis la dynastie Atyade qui apparaît vers 1300 avant notre ère. La dynastie suivante, celle des Héraclides, reste au pouvoir sans interruption de 1185 à 687 av. J.-C. bien que cette période voie une influence croissante de la présence grecque sur la côte méditerranéenne. Alors que les villes grecques comme Smyrne, Colophon et Éphèse se développent, les Héraclides deviennent de plus en plus faibles. Le dernier roi, Candaule, est assassiné par son ami et porteur de lance, Gygès, qui le remplace sur le trône. Gygès, entré en guerre contre les colonies grecques, est bientôt confronté à une menace grave quand les Cimmériens commencent à piller les villes situées à la périphérie du royaume. C'est cette succession d'attaques qui conduit à l'incorporation de l'État indépendant de Phrygie, avec sa capitale Gordion, dans l’orbite de la Lydie jusqu’aux règnes successifs de Sadyattès et d’Alyatte II, dans les années -560, lorsque les attaques des Cimmériens cessent définitivement. Sous le règne du dernier roi de Lydie, Crésus, le royaume perse, qui a recueilli la succession de celui des Mèdes, affronte les Lydiens sur le Halys lors de la bataille de l'Éclipse qui se termine sans vainqueur. Tentant de conquérir la Perse, Crésus est complètement défait à la bataille de Thymbrée et tombe sous la domination du roi de Perse, l’Achéménide Cyrus II dans les années -540.

### Empire achéménide
Dans les années -550, la dynastie mède, qui dominait depuis une centaine d'années l'ouest de l'Iran et l'est de l'Anatolie, fut renversée par la rébellion d'un de ses vassaux, Cyrus le Grand, roi de Perse. Crésus, roi de Lydie, célèbre pour ses grandes richesses, crut le moment favorable pour conquérir l'Iran. En fin de compte, Crésus fut vaincu et Cyrus s'empara de sa capitale, Sardes, et de l'ensemble de l'empire lydien vers -540. Les cités encore indépendantes d’Ionie songèrent à résister aux Perses et demandèrent de l'aide à Sparte qui refusa. Les Ioniens se soumirent ou émigrèrent, comme les citoyens de Phocée partis en Corse ou les citoyens de Téos partis vers Abdère en Thrace.

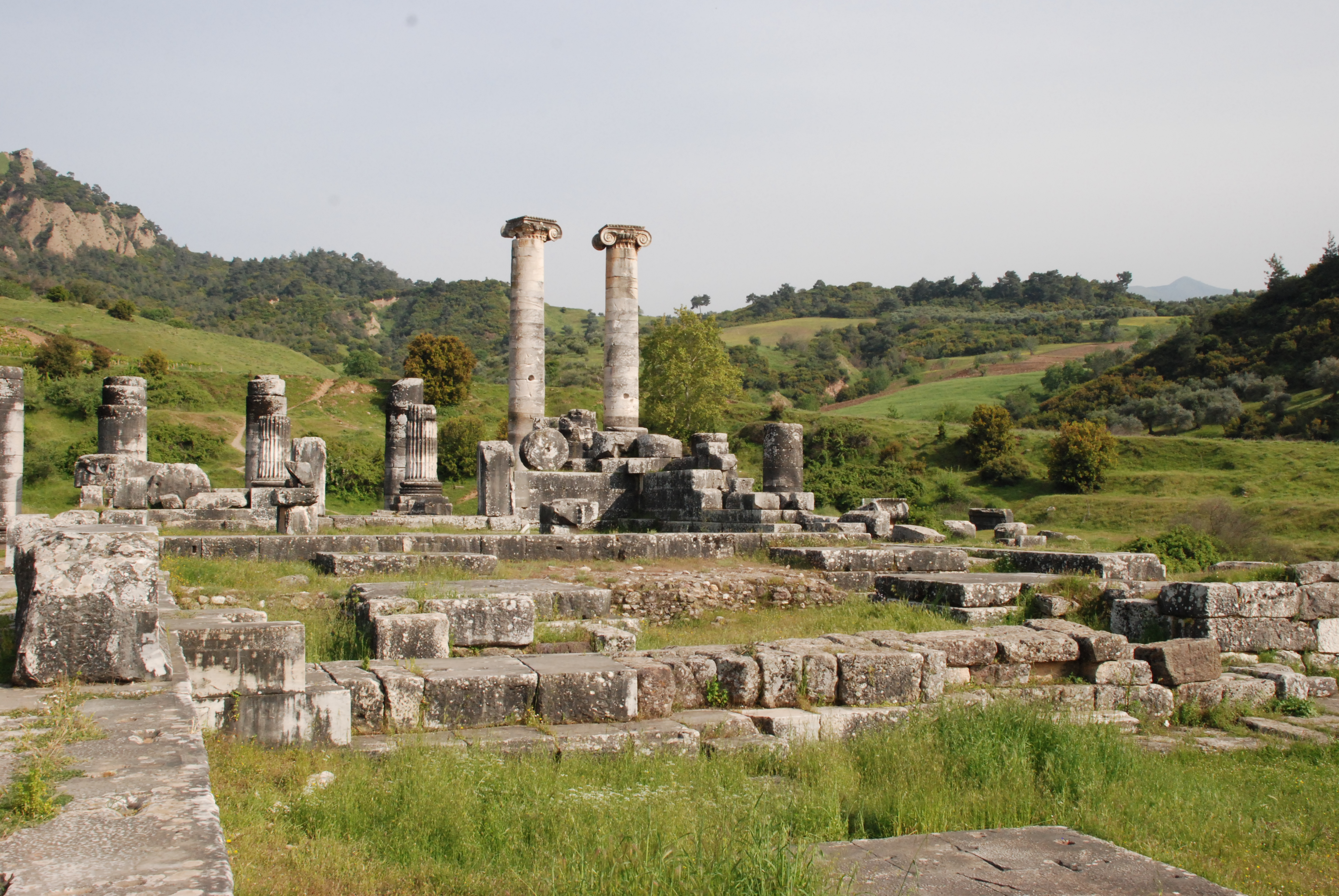
Le site archéologique de Sardes, aujourd'hui connu sous le nom de Sart.

L’Empire perse achéménide, après sa fondation par Cyrus le Grand, poursuivit son expansion sous le roi Darius le Grand. Les gouverneurs de provinces, connus sous le nom de satrapes, assuraient le versement d'un tribut annuel. Une de leurs principales charges était l'entretien et la protection de la Voie royale perse qui reliait Sardes à Suse, capitale administrative de l'empire, et des voies secondaires qui s'y rattachaient pour assurer la circulation des armées, des courriers et du commerce. Des colons iraniens, avec leurs lieux de culte, s'implantèrent autour des résidences satrapiques comme Sardes ou Daskyleion.
Une révolte de Naxos, en 502 av. J.-C., amena Aristagoras, chef de la cité grecque de Milet, à proposer à Artapherne, satrape de Lydie, un plan d'invasion de l'île. L'échec de cette tentative conduisit Aristagoras à convaincre ses compatriotes ioniens de se révolter contre les Perses. La révolte de l'Ionie, avec l’aide d'Athènes, fut marquée par la destruction de Sardes incendiée par les Ioniens et les Athéniens en -498.
Les peuples d'Anatolie, y compris les Grecs ioniens, fournirent des contingents importants dans les campagnes de l'Empire perse contre les Scythes en -513, puis contre les Athéniens et leurs alliés grecs pendant les guerres médiques, de -490 à -479. Les cités ioniennes, de -477 à -404, se détachèrent de l'Empire perse pour se joindre à la Ligue de Délos dirigée par Athènes. De -408 à -401, le prince achéménide Cyrus le Jeune, frère d'Artaxerxès II, gouverna l'ensemble de l'Anatolie avec le titre de karanos. Après la défaite d'Athènes dans la guerre du Péloponnèse, il reprit les cités côtières d'Ionie, leva une armée personnelle dans les satrapies anatoliennes, mais trouva la mort dans une expédition visant à détrôner son frère, à la bataille de Counaxa. L'Anatolie repassa sous l'autorité des satrapes fidèles à Artaxerxès II. L'unité de l'Empire fut de nouveau menacée par la révolte des satrapes d'Anatolie, de -372 à -362, mais les satrapes finirent par conclure un traité avec Artaxerxès II.

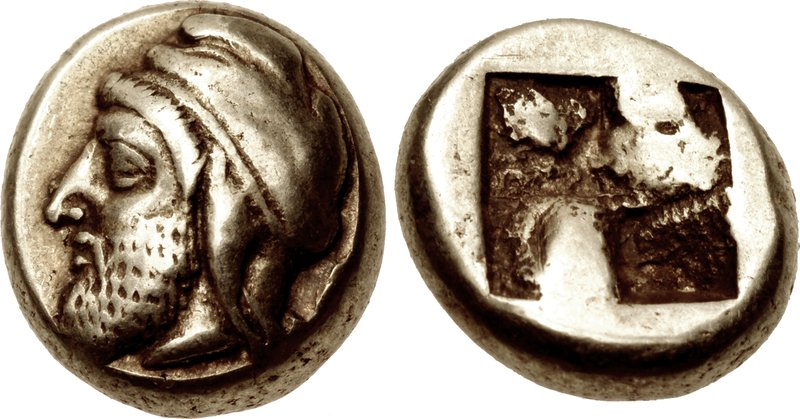
Monnaie à l'effigie du satrape Tissapherne frappée à Phocée en Ionie, v. 400--395

À l'intérieur du cadre perse, plusieurs peuples anatoliens comme les Mysiens, les Paphlagoniens et les Mosques (en) maintenaient une large autonomie et payaient tribut au pouvoir royal malgré des périodes de rébellion. La plus importante de ces principautés vassales était la Cilicie, point de passage important entre l'Anatolie, la Syrie et la Mésopotamie, qui fournissait des navires et des chevaux.
Les Cariens faisaient officiellement partie des peuples soumis au satrape de Lydie. Le souverain local, Hécatomnos, avait obtenu pour sa famille une certaine autonomie en versant à l’empire perse un tribut régulier et en prenant bien garde que ses protecteurs ne le soupçonnent pas de les tromper. Son fils Mausole continua dans la même voie et transféra sa capitale de Milas à Halicarnasse, pour conférer à son royaume un avantage stratégique du fait que la nouvelle capitale se trouvait sur la mer. Il renforça les défenses de la ville et construisit une marine puissante. Il offrit sa protection aux cités de Chios, Cos et Rhodes lorsqu'elles se séparèrent de la seconde confédération athénienne. À la mort de Mausole, sa veuve Artemisia continua sa politique et lui construisit un tombeau monumental, le Mausolée. Le pouvoir local en Carie demeura dans la famille d’Hécatomnos pendant une vingtaine d'années jusqu’à l'arrivée d’Alexandre le Grand.

### Période hellénistique

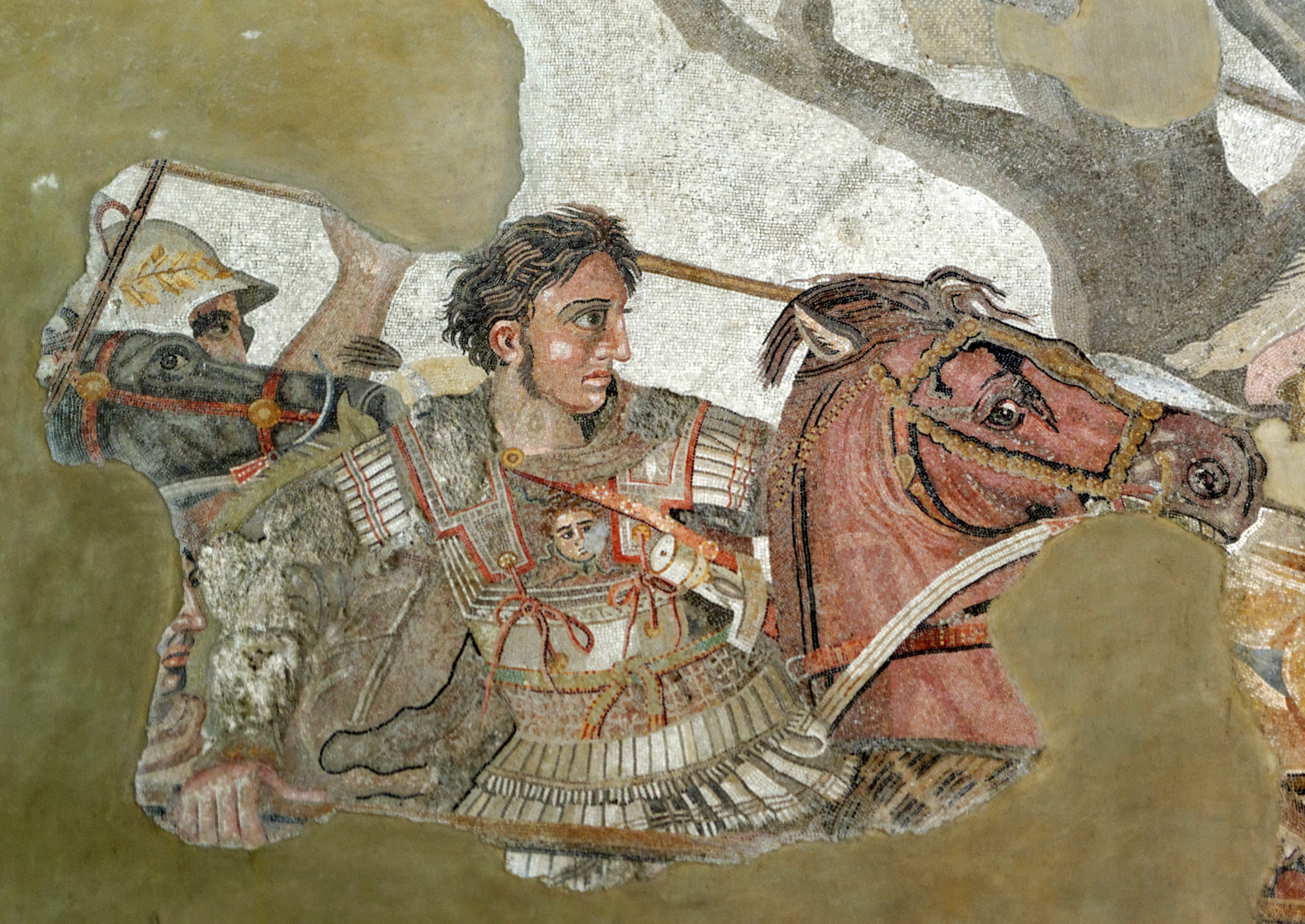
Alexandre avant la bataille d'Issos : son portrait supposé le plus ressemblant.

#### Alexandre le Grand
En -336, le roi Philippe de Macédoine fut assassiné et son fils Alexandre devint le nouveau maître de la Macédoine. Il reprit les préparatifs de son père pour une guerre contre les Perses et rassembla une flotte pour contrer les menaces de la puissante marine ennemie commandée par Memnon de Rhodes. Il débarqua sur les rivages de l'Anatolie, près de Sestos dans la péninsule de Gallipoli en -334, et battit d'abord l'armée des satrapes perses et leurs mercenaires grecs à la Bataille du Granique. Alexandre s'empara alors de la Lydie, puis de l’Ionie. La prise des villes côtières d'Anatolie, et plus tard de Phénicie, lui permit d'éliminer la menace de la flotte perse sans avoir à engager une bataille à très haut risque sur la mer. Alexandre le Grand traversa la Phrygie, où l'épisode légendaire du « nœud gordien » lui permit de se présenter en successeur des royaumes antiques d'Anatolie, la Cappadoce et enfin la Cilicie. L’armée perse, commandée par le roi Darius III, avançait à travers la plaine d’Issos à la recherche d’Alexandre. À ce moment, Alexandre réalisa que le terrain était favorable à une armée plus petite, comme la sienne et il engagea la bataille d'Issos. L'armée de Darius ayant été écrasée par les Macédoniens, Darius prit la fuite vers l’autre rive de l’Euphrate en abandonnant sa famille tombée aux mains d’Alexandre le Grand. Ainsi l'Anatolie échappa-t-elle à la domination perse.

#### Guerres des Diadoques et démembrement de l’empire d’Alexandre
En juin -323, Alexandre mourut subitement, laissant le pouvoir vacant en Macédoine. Du fait que son demi-frère, Philippe III  Arrhidée se révélait incapable de gouverner efficacement en raison d'une invalidité grave, une succession de guerres connues sous le nom de guerres des Diadoques, se déclencha pour prendre possession de ses conquêtes. Perdiccas, un officier de cavalerie de haut rang, et plus tard Antigone, le satrape de Phrygie, prirent dans un premier temps, le dessus sur les autres prétendants à la succession d’Alexandre le Grand à la tête de l’empire d’Asie.
Ptolémée, gouverneur d'Égypte, Lysimaque et Séleucos, les plus puissants généraux d’Alexandre, consolidèrent leur position après la bataille d'Ipsos, au cours de laquelle leur rival commun Antigone avait été défait. Les royaumes anatoliens de l'époque hellénistique issus du partage de l'empire d’Alexandre se partagèrent ainsi : Ptolémée obtint plusieurs territoires du sud de l’Anatolie, l’Égypte et une partie du Levant, constituant l'empire lagide ; Lysimaque tenait Anatolie occidentale et la Thrace, alors que Séleucos, maître des satrapies iraniennes et mésopotamiennes, s’attribuait le reste de l’Anatolie, formant un vaste ensemble connu sous le nom d’empire séleucide. En Anatolie, seul le royaume du Pont réussit à obtenir son indépendance sous Mithridate Ier du Pont grâce au fait qu’il avait été l’ennemi d’Antigone.

#### Empire Séleucide
Séleucos Ier, au cours des douze ans de son règne (de -299 à -287), fonda une capitale nommée Antioche, d'après le nom de son père Antiochus, et qui devint une des métropoles du monde hellénistique. Il porta également ses efforts sur la création d'une grande armée permanente et partagea son empire en 72 satrapies pour en faciliter l'administration. Après une période de relations pacifiques, une rupture se produisit entre Lysimaque et Séleucos, conduisant à une guerre ouverte en -281. Séleucos vainquit son rival à la bataille de Couroupédion au début de 281 mais, voulant étendre ses conquêtes vers la Macédoine, il fut assassiné à Lysimachia par Ptolémée Kéraunos, futur roi de ce pays.

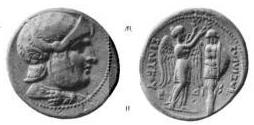
Séleucos Ier, Nicator fondateur de l'empire séleucide

Après la mort de Séleucos, l'empire qu'il laissait dut affronter de nombreuses menaces intérieures et extérieures. Antiochos Ier repoussa avec succès une attaque de Galates mais, en -262, ne put vaincre Eumène Ier qui établit un royaume indépendant autour de Pergame. Antiochos II surnommé Theos, ou «le divin», fut empoisonné par sa première épouse, qui fut à son tour empoisonnée par Bérénice Phernophorus, seconde épouse d’Antiochos et fille de Ptolémée III, roi d’Égypte. Le fils d’Antiochos II né de sa première épouse, Séleucos II, devint roi après cette tragédie. Ces événements poussèrent Ptolémée III à envahir les territoires séleucides (Troisième Guerre syrienne) en -246, occupant pour peu de temps les deux capitales séleucides, Antioche de Syrie et Séleucie du Tigre, et concédant les terres de Phrygie à Mithridate roi du Pont en -245 comme cadeau de mariage. Cette période est marquée par la fondation de plusieurs colonies royales comme Séleucie du Méandre en Lydie et Apamée Kibotos en Bithynie.

#### Parthie et Pergame avant l’année 200
L'instabilité dynastique de l'État séleucide facilita la révolte des Bactriens en Parthie sous la direction de leur satrape Andragoras en -245, conduisant à la perte de territoires limitrophes de la Perse. Le nord de la Parthie fut alors envahi par des nomades de langue iranienne, les Parni, en -238, et ils finirent par s'établir durablement dans l'ensemble de la province sous le règne de Tiridate Ier. Antiochos II Séleucides ne put mettre fin à la rébellion et un nouveau royaume se créa, l'Empire parthe, sous le règne du frère de Tiridate, Arsace. La Parthie s'étendit jusqu’à l’Euphrate à l’apogée de sa puissance.
Le royaume de Pergame se rendit indépendant après le règne de Philétairos, de la lignée locale des Attalides, sous son neveu Eumène Ier. Ce dernier annexa des parties de la Mysie et de l’Éolide, et s’installa solidement dans les ports d’Elaia et de Pitane. Attale Ier, successeur d’Eumène Ier, étendit les limites de Pergame, refusa de payer tribut aux Galates et gagna une guerre contre eux en 230 avant notre ère, victoire commémorée plus tard par les sculptures du grand autel de Pergame, puis battit le Séleucide Antiochos Hiérax trois ans plus tard et domina temporairement une grande partie de l'Anatolie. Séleucos III restaura partiellement la puissance des Séleucides mais autorisa Attale à conserver les anciens territoires de Pergame.
Le traité avec Attale fut le dernier succès significatif des Séleucides en Anatolie, au moment où l'Empire romain se profilait à l'horizon. Après cette victoire, les héritiers de Séleucos III ne seront plus jamais capables d'agrandir à nouveau leur empire.

### Période romaine

#### Intervention romaine en Anatolie

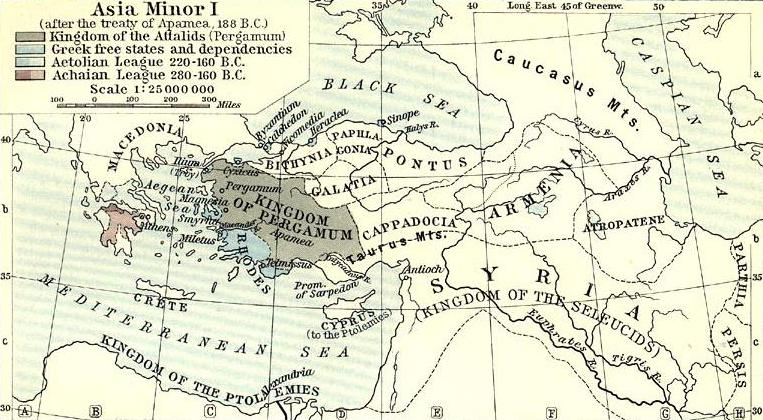
L’Anatolie après le traité d'Apamée en -188.

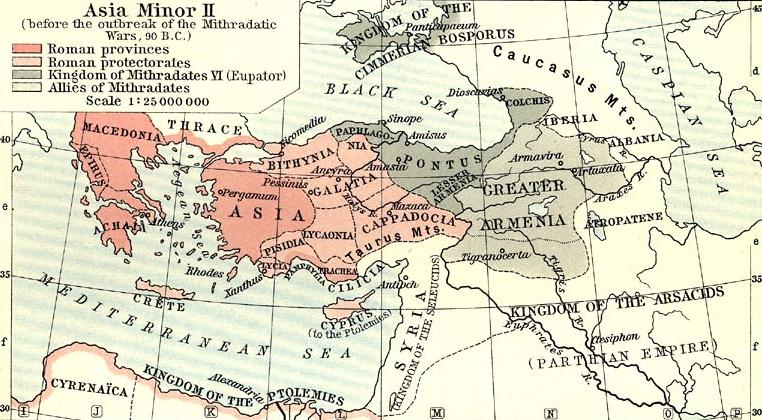
L’Anatolie avant la Première guerre de Mithridate, en -90.

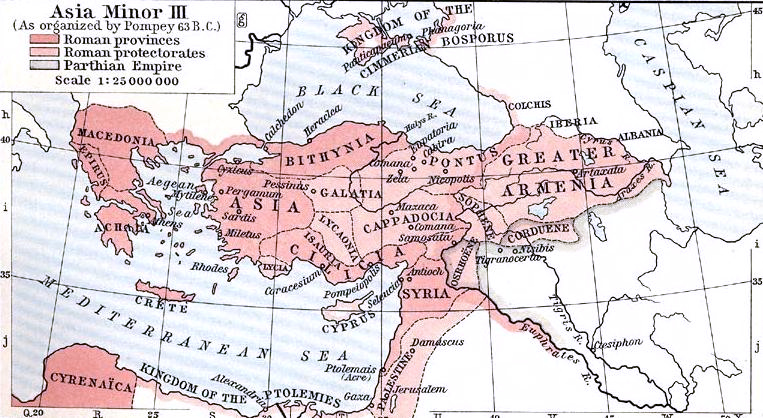
L’Anatolie après sa division par Pompée, en -63

Pendant la deuxième guerre punique, Rome fut mise en difficulté en Italie par l'invasion d’Hannibal, le célèbre général carthaginois. Lorsque Hannibal conclut une alliance avec Philippe V  de Macédoine en -215, Rome envoya une petite force navale à la Ligue étolienne, adversaire de la Macédoine, et Attale Ier de Pergame se rendit à Rome pour convaincre les Romains que la guerre contre la Macédoine était nécessaire. Le général romain Flaminius battit Philippe à la bataille de Cynoscéphales en -197 et laissa espérer l'autonomie à la Grèce et aux cités grecques d'Anatolie.
Après la victoire de Rome, la Ligue étolienne voulut profiter de la défaite de Philippe et fit appel au Séleucide Antiochos III. Malgré les avertissements lancés par Rome, Antiochos traversa la Thrace et le nord-est de la Grèce mais fut sévèrement battu par les Romains à la bataille des Thermopyles en -191, puis à celle de Magnésie, en terre asiatique, en -189, Eumène de Pergame contribuant à cette dernière victoire comme allié de Rome .
En raison du traité d'Apamée conclu l'année suivante, Pergame annexa tous les territoires séleucides au nord des monts Taurus sauf une région côtière donnée à Rhodes. Cependant, Rome ne laissa à Pergame qu'une autonomie limitée : elle permit à Eumène de remporter des victoires locales sur Prusias Ier de Bithynie et Pharnace Ier du Pont mais, après une victoire d'Eumène sur les Galates en -184, Rome l'obligea à libérer ses captifs.
L'intérieur de l'Anatolie était resté relativement stable malgré des incursions occasionnelles des Galates jusqu'à l'avènement des royaumes du Pont et de Cappadoce au IIe siècle av. J.-C. Sous Ariarathe IV, la Cappadoce s'allia d'abord aux Séleucides dans leur guerre contre Rome, puis ne tarda pas à établir de bonnes relations avec Rome. Son fils, Ariarathe V, poursuivit sa politique d'alliance avec les Romains et se joignit à eux dans la bataille contre Prusias Ier de Bithynie juste avant sa mort en 131 avant notre ère. Le Pont était un royaume indépendant depuis le règne de Mithridate et la politique de Rome consistait à maintenir un équilibre entre les royaumes locaux, Pergame, Bithynie, fondée par Nicomède Ier, Cappadoce et Pont.
La domination de Rome en Anatolie était surtout indirecte et assez légère. Cependant, après le legs de Pergame aux Romains par son dernier roi, Attale III en -133, son territoire devint une province sous administration romaine directe, appelée Asie, sous le consul romain Manius Aquilius. Il resta cependant principalement hellénophone, avec des populations d’origine diverse, mais partageant toutes, y compris les juifs, une même culture hellénistique.

#### Les guerres de Mithridate
En -90, Rome se trouva de nouveau affaiblie par la révolte des cités italiennes. Mithridate VI, maître du royaume du Pont, jugea le moment propice pour envahir la Bithynie. Il retira ses troupes peu après sur l’ultimatum de Rome, mais n’accepta pas toutes les exigences romaines. En conséquence, Rome encouragea la Bithynie à attaquer le Pont, mais la Bithynie, fut défaite. Les guerres de Mithridate devaient se poursuivre pendant près de trente ans. Mithridate entra dans la province romaine d’Asie et incita les Grecs à massacrer les colons romains lors des Vêpres asiatiques en -88. Malgré les luttes intestines à Rome entre populares et optimates, le consul Sylla partit en campagne contre Mithridate et le battit dans la Première guerre de Mithridate. La Paix de Dardanos, en -85, ne laissa à Mithridate que le seul territoire du Pont.
En -74, un autre royaume anatolien, la Bithynie, passa sous la domination romaine par le legs de son roi Nicomède IV. Peu de temps après que la Bithynie fut devenue une province romaine, Mithridate VI tenta une fois de plus de l’envahir. Rome envoya cette fois le consul Lucullus qui refoula Mithridate vers les montagnes et vainquit son gendre et allié Tigrane II, roi d'Arménie.
La campagne de Lucullus n’avait cependant pas éliminé complètement la menace de Mithridate ce qui lui valut, à son retour au pays, beaucoup de critiques. De plus, les pirates de Cilicie mettaient en danger l'approvisionnement de Rome. Pompée obtint alors les pleins pouvoirs pour combattre les pirates et Mithridate. En fin de compte, Mithridate se suicida en -63 et sa disparition permit à Rome d’ajouter à ses possessions le Pont devenu protectorat, en plus de la Cilicie devenue province romaine. En dehors de l’orbite romaine il ne restait plus que la Galatie, la Pisidie et la Cappadoce, toutes trois régies par Amyntas, et rassemblées dans le dernier royaume qui n’était pas encore protectorat ou province romaine. Cependant, en -25, Amyntas mourut en poursuivant des ennemis dans les monts Taurus, et Rome annexa ses terres pour en faire une province, réunissant ainsi la totalité de l’Anatolie.

#### Les religions en Anatolie à l’époque romaine

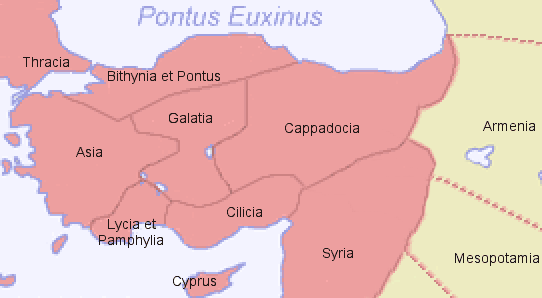
Les provinces romaines vers 250.

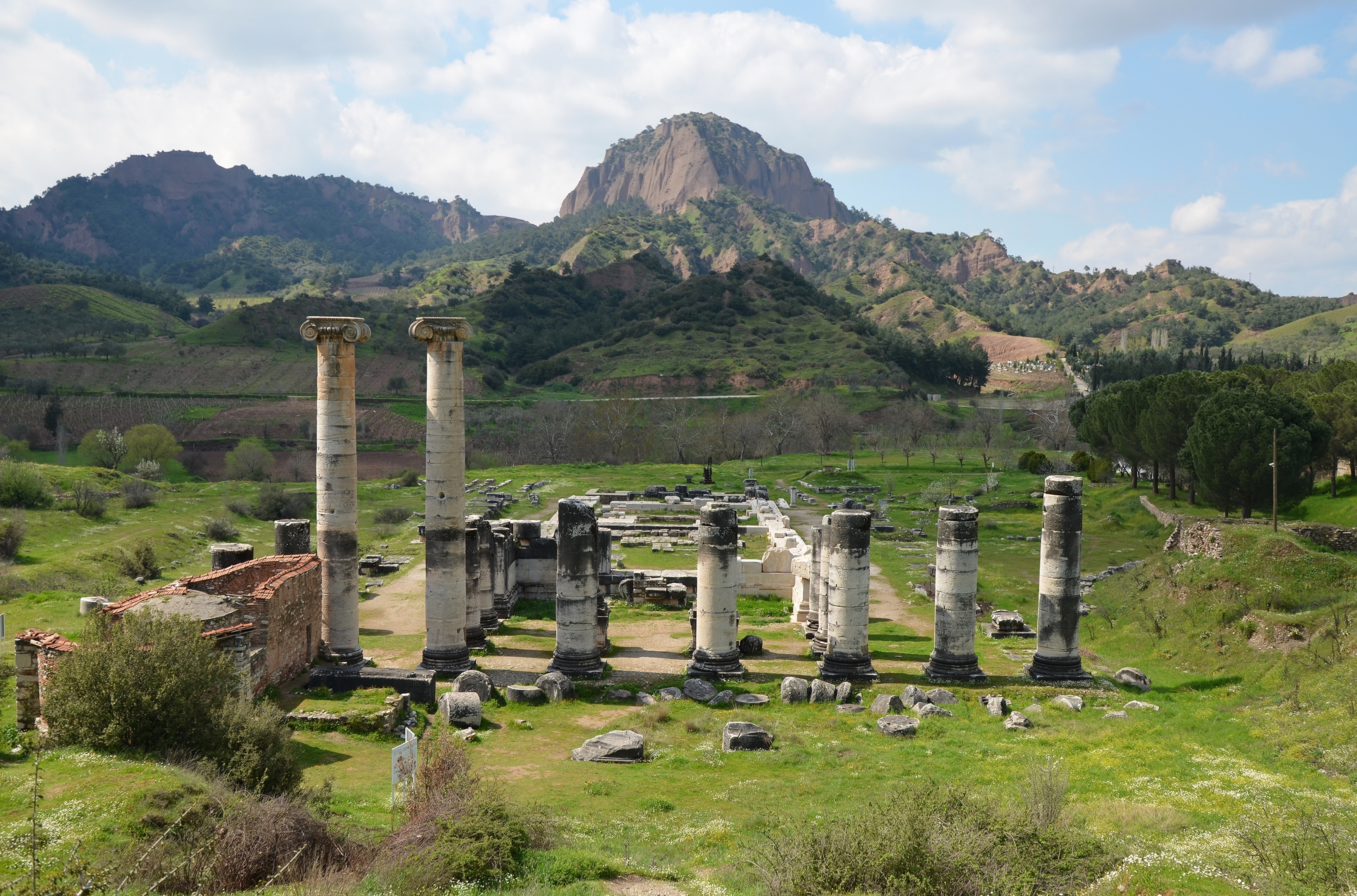
Colonnes du temple d'Artémis à Sardes, construit vers -300 et restauré au IIe siècle, avec une chapelle chrétienne du Ve siècle aménagée dans les ruines (à g.).

La vie religieuse de l'Asie mineure à l'époque hellénistique et romaine était marquée par la persistance de cultes locaux plus ou moins hellénisés comme celui d'une grande déesse identifiée à Artémis ou à Cybèle, faisant bon ménage avec le culte officiel de Rome et d'Auguste. Par exemple, à Pergame, une perspective monumentale alignait le temple de Trajan divinisé, celui de Dionysos, le Grand autel de Zeus, les sanctuaires de Cybèle, de Déméter, d'Asclépios et des divinités égyptiennes. Prospères sous le Haut-Empire, les sanctuaires païens déclinèrent et s'éteignirent peu à peu, victimes des séismes, des invasions barbares lors de la crise du IIIe siècle, puis de la montée du christianisme et des persécutions ordonnées par les empereurs chrétiens à partir de 380. Certains furent convertis en lieux de culte chrétiens comme le temple d'Artémis à Sardes. Cependant, le culte voué aux Nymphes persista sous certaines formes jusqu'au VIe siècle.
D'importantes communautés juives s'implantèrent dans la région. Aux environs de -210, Antiochos III de la dynastie des Séleucides avait réinstallé 2 000 familles juives de Babylone en Lydie et en Phrygie, et ce genre d’émigration se poursuivit tant que dura l’Empire. D’autres indices permettant de confirmer l’influence juive dans la région ont été fournis par Cicéron, qui a noté qu’un gouverneur romain avait interrompu le versement du tribut envoyé à Jérusalem par les Juifs en -66, et la lettre d’Éphèse, où le peuple exhortait Agrippine à expulser les juifs parce qu’ils ne participaient pas aux rituels religieux de la cité.
L’expansion du christianisme en Anatolie devint évidente dès les Ier et IIe siècles. Dans le Nouveau Testament, les lettres de l’apôtre Paul, lui-même natif de Tarse en Cilicie, témoignent de cette tendance. De sa maison où il habitait à Éphèse de 54 à 56, il nota que « tous ceux qui demeuraient en Asie ont entendu la parole » et il a vérifié l’existence d’une église à Chônai, ainsi qu’en Troade. Plus tard, il reçut des lettres de Magnésie et de Tralles, villes qui toutes deux avaient déjà des églises, des évêques et des représentants officiels qui avaient soutenu Ignace de Syrie. Le Livre de l'Apocalypse mentionne les Sept Églises d'Asie : Éphèse, Smyrne, Pergame, Thyateira, Sardes, Philadelphie et Laodicée du Lycos. Même des non-chrétiens ont commencé à avoir connaissance de la nouvelle religion. En 112, Pline le Jeune, gouverneur romain de Bithynie, écrit à l’empereur romain Trajan que beaucoup de personnes différentes commencent à affluer vers le christianisme, et que les temples se vident.

#### De la paix romaine aux invasions gothiques

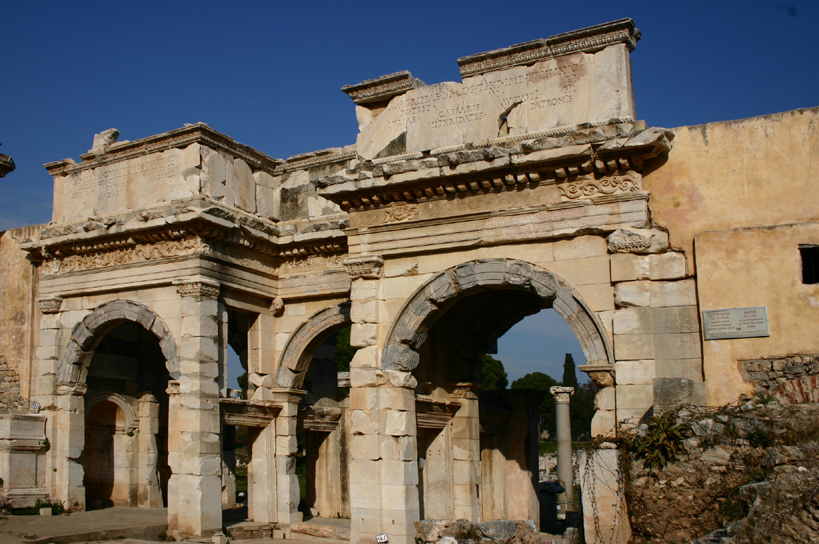
La porte d’Auguste à Éphèse, a été construite pour honorer l'empereur Auguste et sa famille. Elle mène aux rues commerciales où les marchandises étaient vendues.

À partir du règne d’Auguste jusqu’à celui de Constantin, l’Anatolie connut une paix relative qui en fit une région prospère. L’empereur Auguste annula toutes les dettes dues à l’Empire romain par les provinces et les protectorats de la région. Des routes furent construites pour relier les grandes villes afin d’améliorer le commerce et le transport, et l’amélioration des rendements agricoles enrichit toute la population. L’installation de nouveaux arrivants fut encouragée, et les gouverneurs furent incités à renoncer à une fiscalité trop lourde. La paix et la prospérité permirent des progrès scientifiques et techniques, l’architecture s'adaptant pour limiter les dégâts entraînés par les violents tremblements de terre qui secouaient la région. Un système de signaux lumineux et de relais de poste permit d’acheminer rapidement les nouvelles, les secours et les décisions, tandis que l’adduction d’eau, l’irrigation, la culture en terrasses et l’évacuation des eaux usées firent de grands progrès. L’usage du savon, produit en masse à Béroé en Syrie, améliora l’hygiène, diminua la mortalité infantile et augmenta la longévité. Plusieurs personnalités intellectuelles de cette période sont nées en Anatolie : le géographe Strabon d'Amasée, l’écrivain Lucien de Samosate, le philosophe Dion de Pruse de Bithynie, le médecin Claude Galien de Pergame, et les historiens Memnon d'Héraclée et Dion Cassius de Nicée.
La paix fut troublée par un nouvel ennemi attiré par la prospérité des provinces : les Goths, installés vers le milieu du IIIe siècle à l’ouest et au nord de la Mer Noire (Wisigoths dans les actuelles Roumanie et Moldavie, Ostrogoths dans l’actuelle Ukraine). Leurs premières tentatives d’incursion vers l’Europe centrale et l’Italie à travers les Balkans ayant été stoppées par les Romains, les Goths se rabattirent sur l’Anatolie en utilisant les navires capturés sur le Danube (flotte nommée classis) et autour du « Bosphore cimmérien », grâce auxquels ils traversèrent la Mer Noire en 256 pour piller la métropole côtière de Trébizonde et le Pont dont les habitants s’enfuirent vers l’intérieur des terres. Les navires capturés dans le Pont permirent aux Goths une seconde invasion, cette fois en Bithynie, tant sur la côte que loin vers l’intérieur. Les Goths mirent à sac Chalcédoine, Nicomédie, Pruse, Apamée, Cios et Nicée. Seules les tempêtes automnales les empêchèrent d’étendre leurs ravages ailleurs. Les Goths lancèrent l’été suivant une troisième attaque, ne prenant pas le risque d’attaquer Byzance ni Gallipoli, mais passant les détroits sans encombre pour ravager non seulement la côte égéenne de l’Anatolie, détruisant le temple de Diane à Éphèse et de saccager la ville elle-même en 263 avant de piller la Grèce et l’Italie du sud. Les Romains finirent par les repousser sous l’empereur Valérien.
Sous la Tétrarchie, entre 293 et 305, les préfectures d'Asie, Pont et Syrie (avec la Cilicie) firent partie des territoires gouvernés personnellement par Dioclétien Auguste qui établit sa capitale à Nicomédie.
En 359, l'Anatolie orientale connut une brève invasion des Perses sassanides, marquée par le siège d'Amida (en) (Diyarbakır), mais le reste de la région fut peu touché.

## Empire byzantin

Thèmes en Asie Mineure vers 650
Anatolie vers 780
Thèmes en Asie Mineure vers 950
Empire byzantin en 1000-1020
Themata de l'Empire byzantin à la mort de Basile II en 1025

Les églises monolithes de Cappadoce comptent parmi les principaux vestiges de la période byzantine en Anatolie.

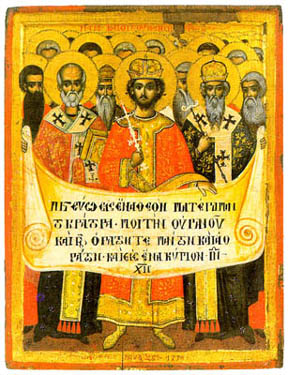
Icône représentant Constantin Ier comme un saint parmi d'autres à Nicée en 325, ainsi que le symbole de Nicée
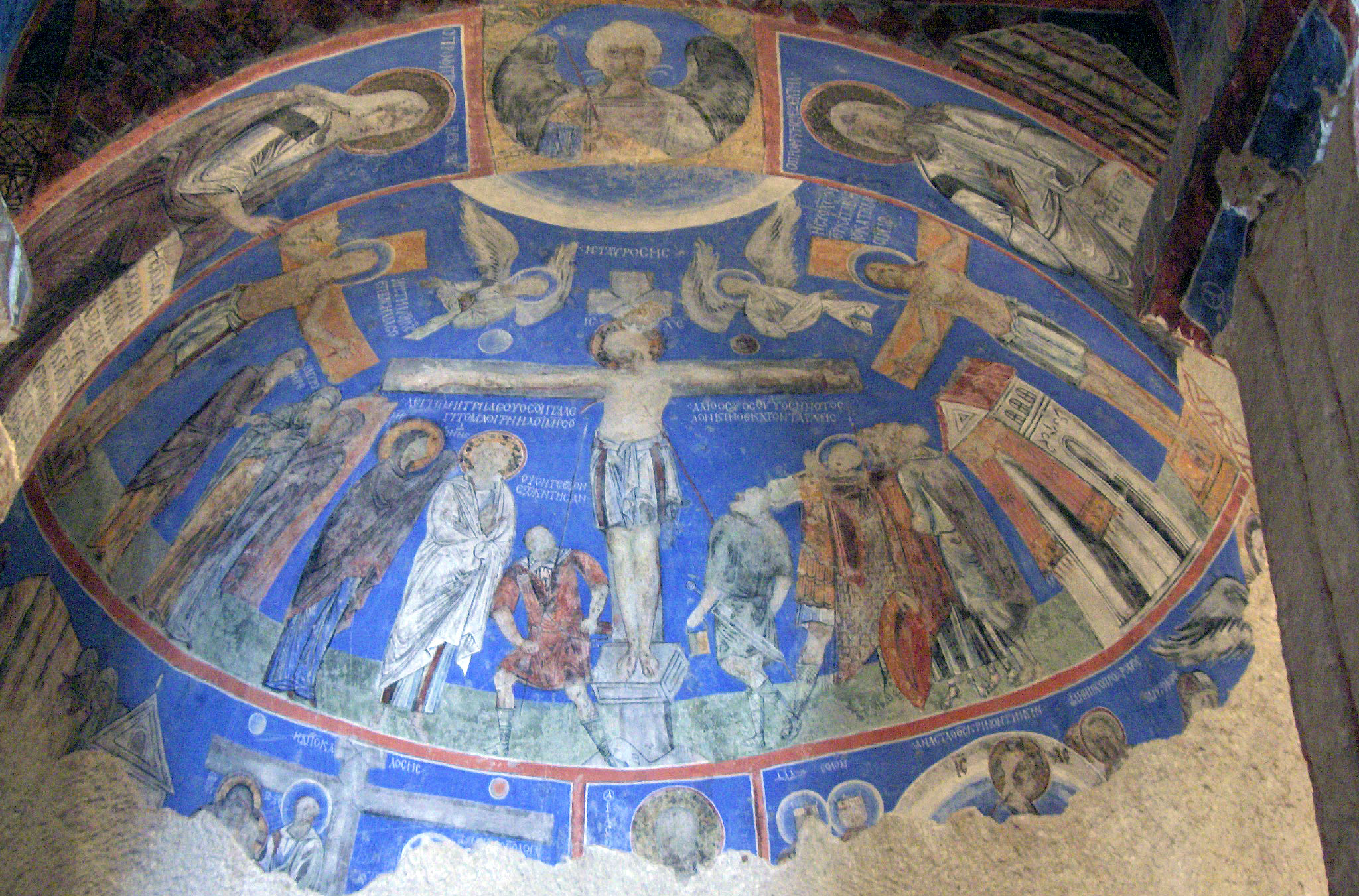
Fresque de la Crucifixion - Tokalı Kilise, Cappadoce, XIe siècle
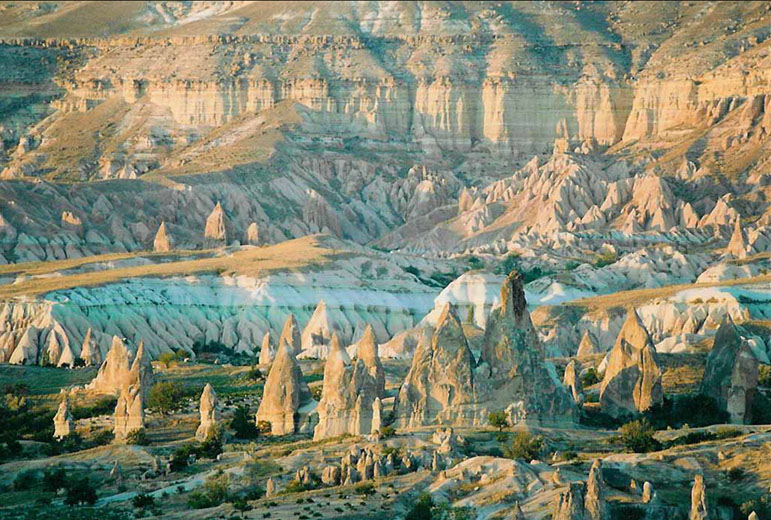
Vallée de Göreme
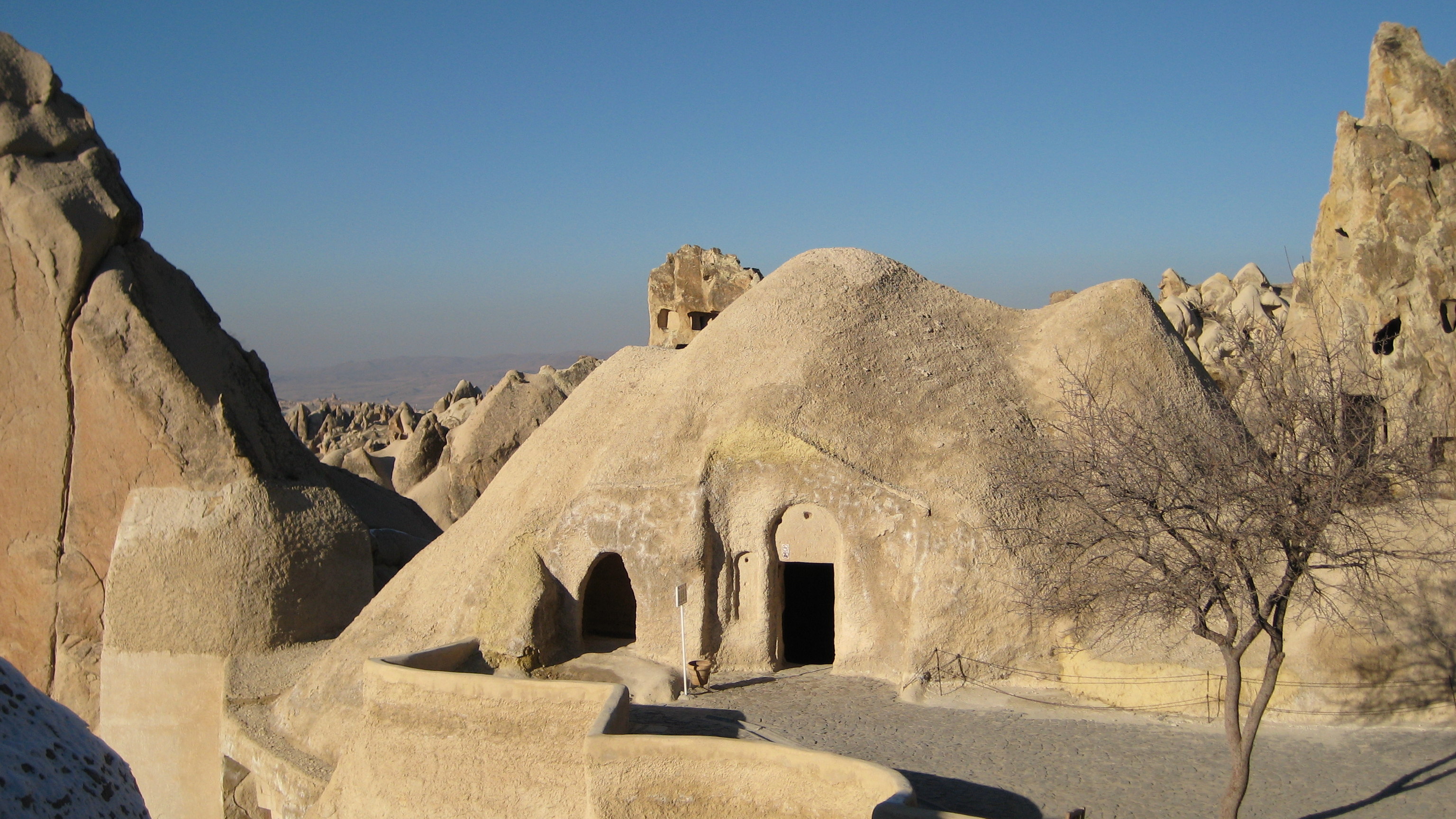
Göreme, Église Sainte-Barbara
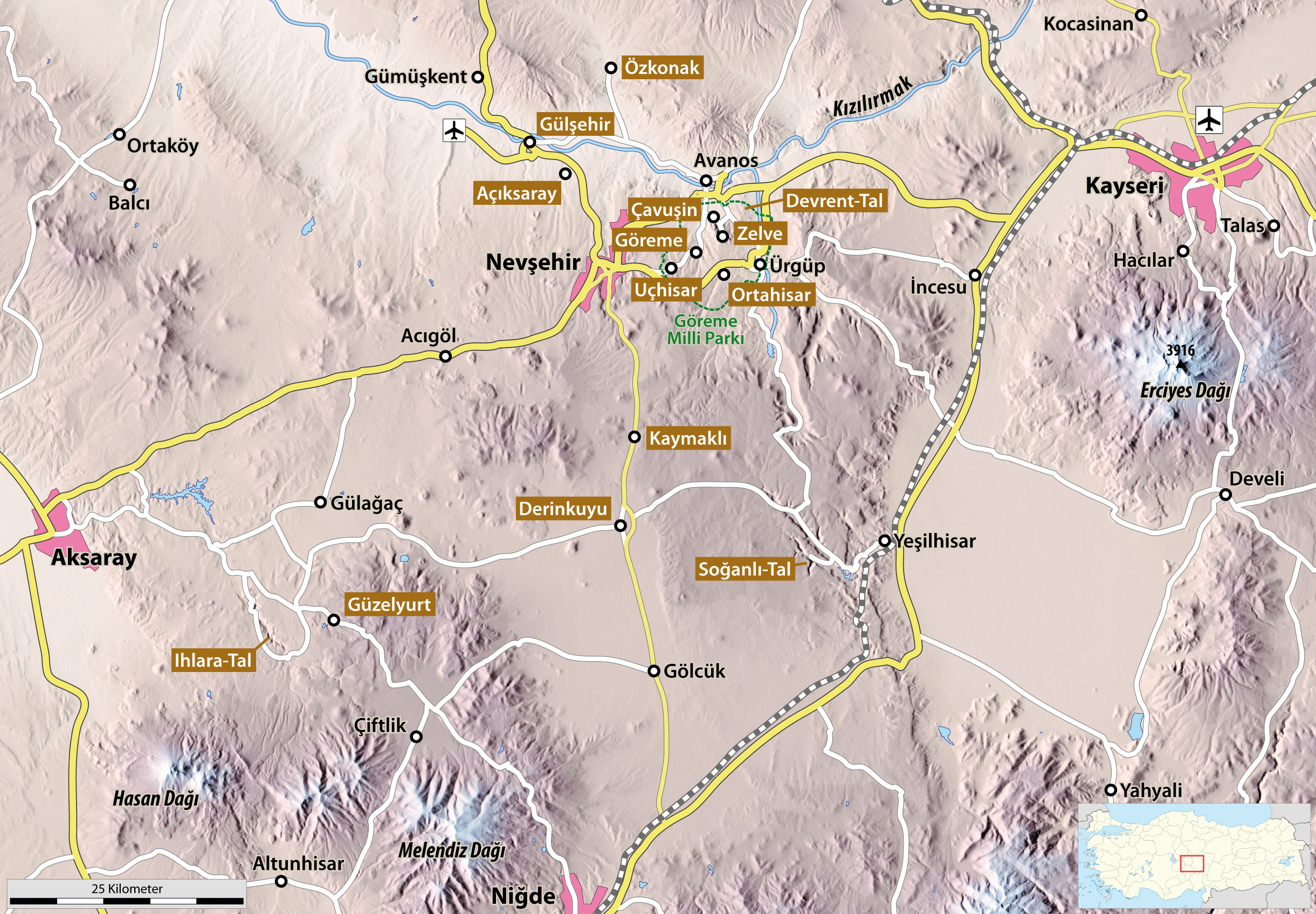
Principaux sites de Cappadoce

### Empire romain d'Orient
L'étendue et l'instabilité persistante de l'Empire romain le rendaient de plus en plus difficile à contrôler en entier. L'empereur Constantin Ier, lors de son accession au trône en 330, décida de fonder une nouvelle capitale, située dans la vieille ville de Byzance, connue plus tard sous le nom de Constantinople (« ville de Constantin »). Renforcée et améliorée par l'empereur, dotée de consuls et d'un sénat, elle acquit un statut de « seconde Rome » afin d'assurer une meilleure défense de toute la région. La conversion de Constantin au christianisme fit de Constantinople et de l'Anatolie un centre vital de l'Église chrétienne. Tous les premiers conciles œcuméniques se tinrent dans cette région de l'Empire. Cette orientation ne fut pas remise en cause par ses successeurs, hormis une brève tentative de retour au paganisme sous Julien (361-363).
En 395, l'Empire romain fut officiellement divisé en deux entre les fils de Théodose Ier : l'Orient, relativement épargné par les invasions barbares, devint la partie la mieux préservée.

### Empire byzantin à son apogée
L'empereur Justinien stabilisa les frontières orientales de l'Empire en acceptant de payer un tribut aux Perses sassanides après la bataille de Callinicum en 531 et réussit à reconquérir en partie l'Empire romain d'Occident, en chassant les Ostrogoths d'Italie et les Vandales d'Afrique du Nord. Sous l'empereur Héraclius (de 610 à 641), l'Anatolie fut organisée en themata (thèmes) permettant une défense en profondeur. Elle resta cependant exposée aux menaces de l'Empire perse puis du califat arabe et enfin aux invasions turques.

### Croisades et dislocation de l'Empire byzantin en Anatolie
Les quatre croisades qui traversèrent l'Empire byzantin entre 1096 et 1204, après le désastre infligé par les Turcs Seldjoukides à la bataille de Manzikert en 1071, contribuèrent à une dislocation de son pouvoir. Les Turcs fondèrent le sultanat de Roum (1077-1307) en Anatolie centrale et les croisés, après la prise de Constantinople en 1204, occupèrent ses provinces européennes. L'empire de Nicée, sous les dynasties grecques des Lascaris puis des Paléologue, parvint à préserver une souveraineté byzantine sur une partie du nord-ouest de l'Anatolie et à reprendre Constantinople en 1261, tandis qu'un royaume arménien allié des croisés, la Petite Arménie, restait indépendant au sud-est jusqu'en 1375, et qu'un autre État grec, l'empire de Trébizonde, se maintenait au nord-est jusqu'en 1461. La citadelle de Smyrne, dernière place chrétienne dans l'Ouest anatolien, fut prise par Tamerlan en 1402.

## Période turque (depuis 1071)

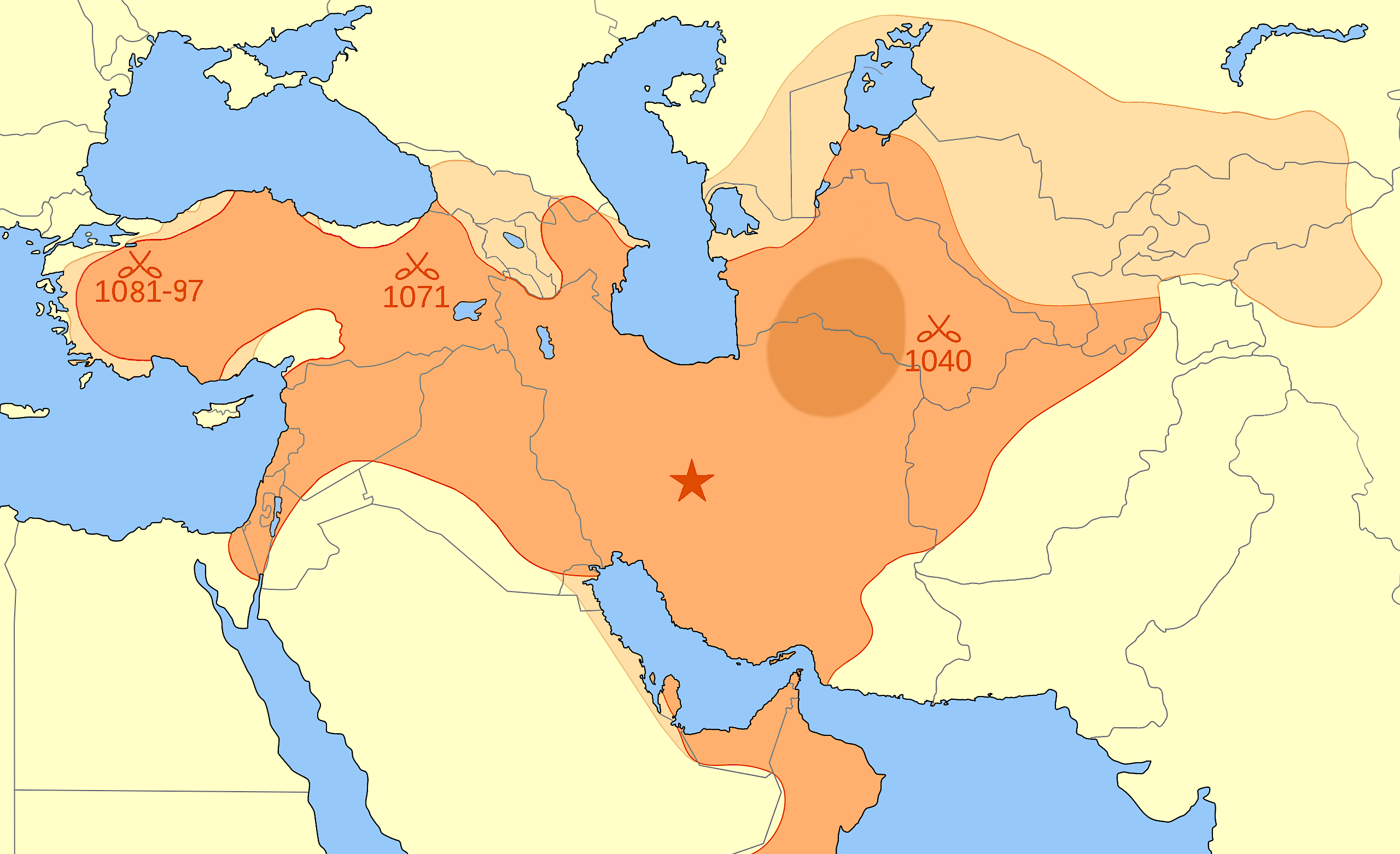
Empire seldjoukide à son apogée en 1092
Sultanat seldjoukide de Roum vers 1190
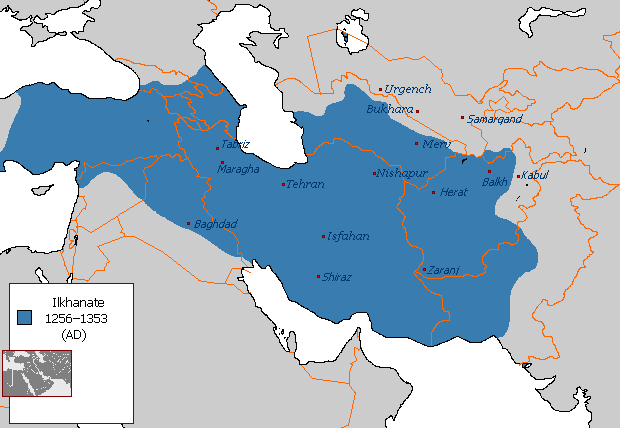
Ilkhanat de Perse, à son apogée vers 1300
Carte des beylicats d’Anatolie formés après la bataille de Köse Dağ (1243)

### Période seldjoukide (1071-1243)
La conquête de l'Anatolie par les peuples turcs et la montée en puissance de l'Empire seldjoukide commence au XIe siècle à partir de la bataille de Manzikert en 1071. Diverses influences se font dès lors sentir en Anatolie : celles des autochtones byzantins bien sûr, dont les Turcs héritent l'architecture, les thermes (désormais appelés bains turcs), les savoirs, la cuisine, la musique, mais aussi celles des Turcomans, des Perses et des Mongols. Le réseau urbain est renforcé par la construction de caravansérails et autres édifices seldjoukides (en).

### Période des beylicats (1243-1340)
La période des beylicats ou des principautés d'Anatolie, se divise en deux périodes :
- la première période se situe au XIe siècle lorsque de petits émirats turcs dirigés par un bey s’installent, jusqu’à la domination de la région par le sultanat seldjoukide de Roum. On connaît très peu de choses du XIIe siècle dans cette région. L’Est de l’Asie Mineure était effectivement divisé en deux principautés, Erzincan et Erzurum, qui étaient dirigées par les dynasties des Danichmendides, des Houlagides et des Saltukides[37]. En 1260, les Mongols ont détenu la réalité du pouvoir sur l'Anatolie[38]. Les Baïdju ont supplanté les Seldjoukides en 1243 et sous les ordres d’Houlagou Khan, ils se sont déplacés vers le centre de l'Anatolie avec leurs guerriers en 1256 ;
- la seconde période débute pendant la deuxième moitié du XIIIe siècle lors du déclin du sultanat de Roum : les beylicats les plus puissants résistent jusqu’à la fin du XVe siècle puis sont intégrés à l’Empire ottoman.

Le dernier gouverneur mongol de Roum fut Eretnides, un officier d’origine ouïghoure, en 1323-1335.

### Période ottomane (1340-1922)

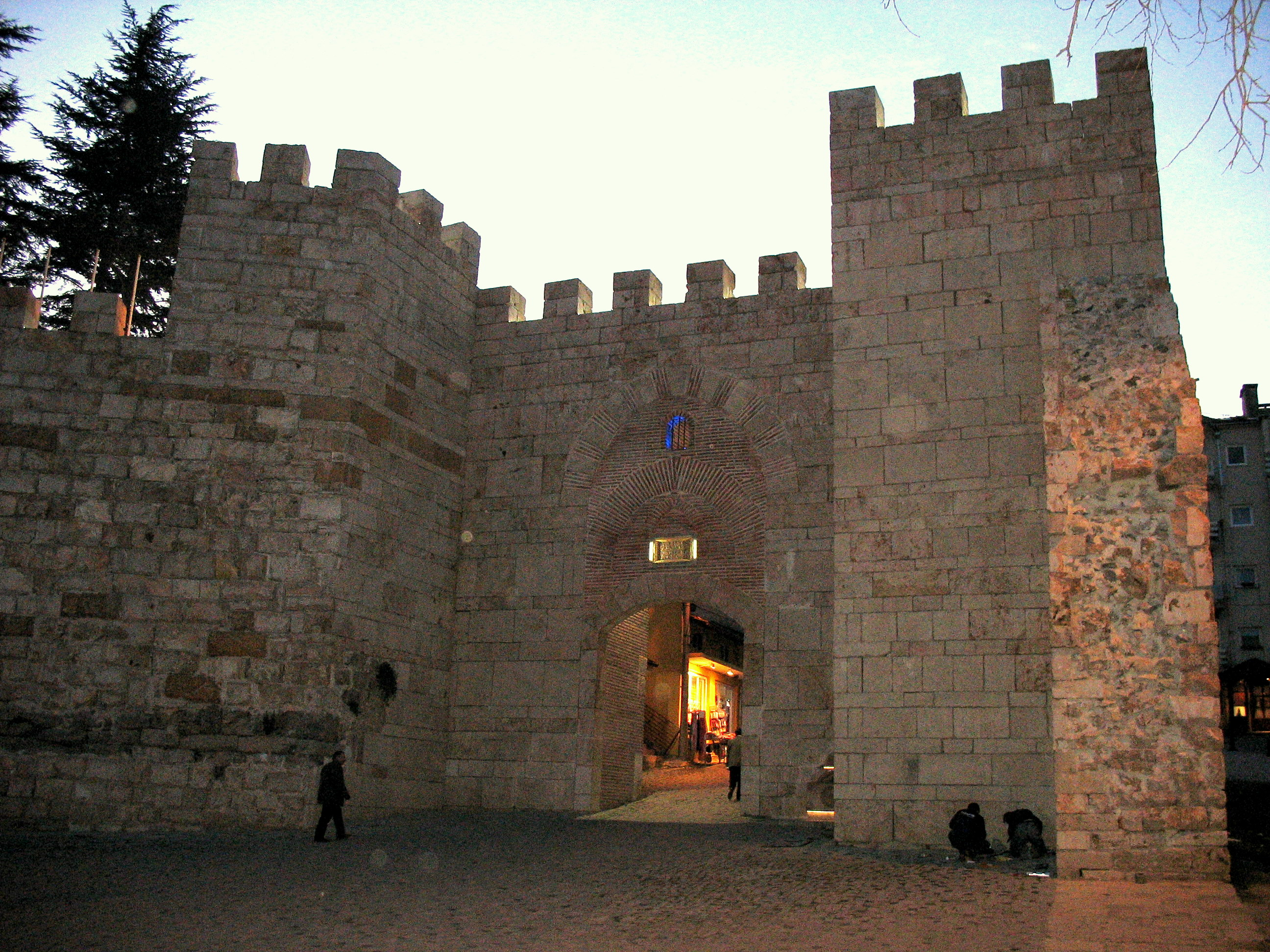
Château de Bursa, première capitale ottomane, XIVe siècle

#### Unification de l’Anatolie
La puissance montante des Ottomans en Anatolie à partir de Bursa, leur première capitale, se heurta d’abord à l’Empire mongol des Ilkhans (Ilkhanat de Perse, dynastie des Houlagides) et à la dynastie turque rivale des Karamanides. Leur expansion fut un moment interrompue par l’invasion de Tamerlan qui écrasa le sultan Bayezid Ier en 1402 à la bataille d'Ankara. Puis elle reprit sous les successeurs de Bayezid et connut un épilogue avec la prise de Constantinople (l’actuelle Istanbul) en 1453. L’empire grec de Trébizonde tomba en 1461 et Sélim Ier, sultan ottoman de 1512 à 1520, acheva la conquête de l’Est anatolien sur les Séfévides et les Mamelouks.
De 1519 à 1659, l’Anatolie connut à plusieurs reprises des soulèvements populaires aux causes multiples, connues comme révoltes des Celali, dues au mécontentement des milices provinciales (celalî), à la persécution des alévis, courant religieux proche du chiisme, et au particularisme des tribus turkmènes. Ces révoltes sociales ne visaient cependant pas à renverser le pouvoir central : la domination ottomane en Anatolie ne fut pratiquement pas remise en cause jusqu’à l’expansion de l’Empire russe au XIXe siècle.

#### Organisation

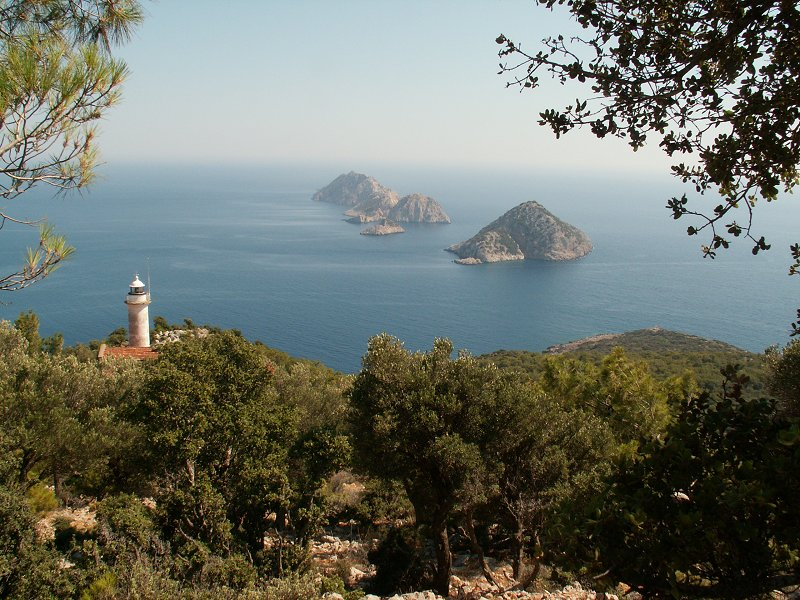
Le phare de Chélidoine en Anatolie méridionale.

Les langues parlées en Anatolie en 1910.

L’Empire ottoman mit en place sa propre structure administrative qu’il remania à plusieurs reprises. La mise en place de l’administration se déroula en deux phases :
- la première, liée à la construction de l’Empire et à sa montée en puissance ;
- la seconde, due aux vastes réformes administratives de 1864, allant jusqu’à la dissolution de l’Empire en 1922.

La modernisation de l’Anatolie commença tardivement. Le port de Smyrne, principal débouché vers les pays occidentaux, ne reçut un aménagement moderne qu'en 1870, et le chemin de fer transanatolien était à peine achevé au début de la Première Guerre mondiale.
Les habitants de l'Empire pouvaient conserver leurs croyances religieuses, allant du judaïsme, au christianisme et à islam, mais comme les non-musulmans devaient payer un impôt supplémentaire, le haraç, et subir l’enlèvement des garçons pour le corps des janissaires, la majorité de la population anatolienne passa progressivement à l’islam et à la langue turque. Par ailleurs, beaucoup de Juifs séfarades immigrèrent d’Espagne et du Portugal, après l’expulsion des Juifs et des musulmans durant la Reconquista espagnole en 1492. Ils absorbèrent la majorité des Juifs byzantins locaux, tandis qu’une minorité préféra se convertir à l’islam : ce sont les Avdétis.
L’Anatolie resta multi-ethnique jusqu’au début du XXe siècle (voir Déclin et chute de l'Empire ottoman) avec des origines turques, arméniennes, kurdes, grecques, et même françaises et italiennes (venus en particulier de Gênes et de Venise). Ils vivaient sous le régime des milliyets (pour les sujets du sultan ottoman) et des capitulations (pour les Occidentaux).
À l’époque du recul territorial de l’Empire, de nombreux réfugiés musulmans venus des Balkans ou du Caucase, les muhacir (en), s’établirent en Anatolie et à Constantinople. Entre le quart et le tiers des habitants de la Turquie actuelle seraient leurs descendants.

### De l'Empire à la République

#### Chute de l'empire
Malgré ses efforts de modernisation, le déclin de l’Empire ottoman se précipite pendant la Première Guerre mondiale. La mobilisation, les réquisitions, les épidémies, l’invasion de l’Anatolie orientale par l’armée impériale russe pendant la campagne du Caucase, débouchent sur les génocides arménien, assyrien, grec pontique qui laissent le pays exsangue. Le traité de Sèvres, le 10 août 1920, partage l’Anatolie en zones d’influence britannique, grecque, italienne et française.
Le réveil national turc, conduit par Mustafa Kemal, conduit à une guerre d’indépendance contre les Grecs à l’Ouest et contre les Français au Sud-Est. Le traité de Lausanne, signé le 24 juillet 1923, rétablit un État au territoire élargi par rapport au traité de Sèvres, et s’accompagne d’échanges obligatoires de populations, faisant suite aux massacres et expulsions de la guerre, qui réduisent radicalement la mosaïque ethnique et religieuse : en moins de dix ans les minorités non-musulmanes passent de 16 % à 2 % de la population turque. Le sultan Mehmed VI (1861-1926) est progressivement évincé du pouvoir et laisse place à la République turque sous l’égide de Mustafa Kemal Atatürk (1881-1938). Peu après, il est également déchu de son rôle de calife du sunnisme, ce qui abolit l’instance régulatrice (modérée, de tradition hanafite) de cette confession.

#### Turquie moderne (de 1923 à nos jours)
Les débuts officiels de la République de Turquie datent du 29 octobre 1923, le fondateur et premier dirigeant étant Mustafa Kemal Atatürk. L’occidentalisation était son principal objectif, aussi le gouvernement a-t-il été complètement réformé pour acquérir une structure laïque : le fez ottoman (symbole de la fidélité au sultan-calife) et le port du voile ont été interdits, des droits politiques ont été accordés aux femmes, et surtout une nouvelle écriture basée sur l’alphabet latin a été créée (l’empire écrivait auparavant en caractères arabes). Si Mustafa Kemal a pu mener de telles réformes, qui jamais n’auraient pu être acceptées sous l’Empire ottoman dont le souverain était commandeur des croyants, c’est parce qu’Atatürk (« père des Turcs ») était auréolé par sa victoire dans la guerre d'indépendance turque qui sauva la souveraineté du pays reconnue au traité de Lausanne qui abolissait le traité de Sèvres de 1918, la tutelle des Alliés et la crainte d’une partition ou colonisation de l’Empire.
Au point de vue politique et social, l’Anatolie apparait souvent comme le pôle du mode de vie islamique et conservateur, par opposition à Istanbul et aux autres villes occidentalisées de l’Ouest du pays ; le vote laïc est surtout représenté par l’importante minorité des alévis. Depuis les années 1980, plusieurs villes d’Anatolie comme Kayseri, jusque-là peu industrialisées, connaissent une croissance économique rapide grâce aux Anadolu kaplanları (« Tigres anatoliens » : entreprises en fort développement). Au XXIe siècle, le gouvernement turc lance plusieurs projets de développement comme le projet d'Anatolie du Sud-Est (GAP), destinés à réduire l’écart économique entre l’Anatolie orientale et centrale et les régions de l’Ouest du pays, notamment par l’irrigation et l’énergie hydroélectrique ; cependant, ces programmes posent d’importants problèmes d’environnement.

## Relecture moderne de l’histoire anatolienne
Jusqu’aux succès électoraux de l’AKP à partir des années 2000, les références essentielles de l’historiographie turque étaient laïques, nationalistes et égalitaristes, ne s’intéressant guère à la diversité ethnique et religieuse passée ou présente, et considérant le passé, tant anté-ottoman qu’impérial, comme un patrimoine à vocation surtout touristique, n’entrant pas dans l’identité nationale forgée par Mustafa Kemal Atatürk et la République turque. Durant les deux premières décennies du XXIe siècle une approche de plus en plus protochroniste émerge, qui prend en compte le passé préhistorique, hittite, perse, hellénistique, galate, romain, byzantin, sassanide, seldjoukide, turcoman et ottoman pour y voir diverses influences linguistiques et religieuses enrichissant le foyer primordial des peuples turcs qui, dans cette optique, représente la très ancienne racine autochtone de l'actuelle civilisation turque,.

### Sources principales
- Appien, Histoire romaine: Les guerres de Syrie.
- Hérodote, Histoires.

### Sources secondaires

#### Livres
- (en) Bevan, Edwyn Robert (1902). The House of Seleucus. E. Arnold.
- (en) Botsford, George Willis (1922). Hellenic History. The Macmillan Company.
- Bréant, Pierre, Histoire de l'Empire perse - De Cyrus à Alexandre, Fayard, 1996.
- (en) Bury, John Bagnell (1913). A History of Greece to the Death of Alexander the Great. Macmillan.
- (en) Duncker, Max (1879). The History of Antiquity, Volume III. Richard Bentley & Son.
- (en) Freeman, Charles (1999). Egypt, Greece and Rome: Civilizations of the Ancient Mediterranean. Oxford University Press.  (ISBN 0198721943).
- (en) Gibbon, Edward (1952). The Decline and Fall of the Roman Empire. William Benton.
- (en) Hawkins, John David (2000). Corpus of Hieroglyphic Luwian Inscriptions. Walter de Gruyter.  (ISBN 3-11-014870-6).
- (en) Charles George Herbermann (1913). The Catholic Encyclopedia. Robert Appleton Co.
- (en) Hornblower, Simon ; Antony Spawforth (1996). The Oxford Classical Dictionary. Oxford University Press.
- (en) Kinross, John (2001). Atatürk: A Biography of Mustafa Kemal, Father of Modern Turkey. Phoenix Press.  (ISBN 1-84212-599-0).
- Anaïs Lamesa et Giusto Traina, Anatolie de l’époque archaïque à Byzance, Besançon, Presses universitaires de Franche-Comté, coll. « Dialogues d'histoire ancienne. Supplément » (no 22), 2021, 259 p. (ISBN 978-2-84867-742-2, lire en ligne )
- (en) Mommsen, Theodor (1906). The History of Rome: The Provinces, from Caesar to Diocletian. Charles Scribner's Sons.
- (en) Ramsay, W.M. (1904). The Letters to the Seven Churches of Asia. Hodder & Stoughton.
- (en) Rawlinson, George (1900). Ancient History: From the Earliest Times to the Fall of the Western Empire. The Colonial Press.
- (en) Henry Saggs (2000). Babylonians. University of California Press.  (ISBN 0-520-20222-8).
- Maurice Sartre, L'Asie mineure et l'Anatolie d'Alexandre à Dioclétien (IVe siècle av. J.-C. - IIIe siècle), Paris, Armand Colin, coll. U, 1995.

#### Ouvrages
- (en) Encyclopaedia Brittanica Online, « The legends and the truth about King Midas ».
- (en) Jona Lendering, Parthia.
- (en) J.D. Hawkins, Evidence from Hittite Records.
- (en) Garance Fiedler, Phrygia.
- (en) « Ancient Etruscans Were Immigrants From Anatolia, Or What Is Now Turkey », Science Daily,‎ 18 juin 2007.